# Saint-Priest
Pour les articles homonymes, voir Saint-Priest.
Saint-Priest (prononcé [sɛ̃ pʁi(j)ɛst], ) est une commune française du sud-est de la France située dans la collectivité territoriale de la Métropole de Lyon en région Auvergne-Rhône-Alpes. Ses habitants sont appelés les San-Priot(e)s.
Deuxième ville la plus étendue de sa métropole, derrière Lyon, grâce à ses 2 971 hectares de superficie, il s'agit également de la cinquième ville la plus peuplée au niveau départemental après Vaulx-en-Velin et devant Caluire-et-Cuire. Elle est onzième sur le plan régional.
Ville de banlieue faisant partie des communes dites de l'Est lyonnais, elle dispose d'une situation privilégiée entre Lyon et sa couronne périurbaine, faisant d'elle une ville florissante en plein développement économique et social. Ce dynamisme est accentué par la présence du Parc technologique de Lyon sur son territoire, ainsi que celle de nombreuses zones industrielles et commerciales.

## Géographie
Les communes limitrophes sont Chassieu, Bron, Vénissieux, Corbas, Genas, Mions, Saint-Bonnet-de-Mure et Saint-Pierre-de-Chandieu.

### Situation
Saint-Priest est une commune située dans le sud-est de la France à l'est de la métropole de Lyon, en Auvergne-Rhône-Alpes.
Par orthodromie, la commune se trouve à moins de 10 kilomètres du centre de Lyon, à 20 kilomètres de Vienne, à 50 kilomètres de Saint-Étienne, à 60 kilomètres de Bourg-en-Bresse, à 70 kilomètres de Mâcon, à 75 kilomètres de Chambéry, à 85 kilomètres de Valence ou Grenoble, à 95 kilomètres d'Annecy et à 110 kilomètres de Genève.
Commune de banlieue de l'Est lyonnais, elle fait partie de l'agglomération lyonnaise, carrefour européen majeur reliant la mer du Nord à la mer Méditerranée, et l'Europe de l’Est à l'océan Atlantique.
Forte d'un patrimoine naturel encore riche (prairies, terres agricoles), et reliée directement au centre-ville de Lyon, elle marque une transition géographique entre la vie urbaine de l'agglomération lyonnaise et la vie rurale de la campagne rhodanienne et iséroise.
| Bron       | Chassieu     | Genas (Rhône)                    |
| Vénissieux | Saint-Priest | Saint-Bonnet-de-Mure (Rhône)     |
| Corbas     | Mions        | Saint-Pierre-de-Chandieu (Rhône) |

### Topographie
La superficie de Saint-Priest est de 2 971 hectares, ce qui est bien plus important que l'aire moyenne – 1 490 hectares – d'une commune en France métropolitaine, et qui fait d'elle la deuxième ville la plus étendue de sa métropole, derrière Lyon.
Sur le territoire san-priod, l'altitude varie entre 189 et 263 mètres, soit un dénivelé relativement faible, de 74 mètres.
Aucun cours d'eau ne traverse le territoire de la commune, où l'on trouve cependant plusieurs bassins de rétention des eaux pluviales.

### Géologie

Carte géologique de Saint-Priest :
Alluvions fluvio-glaciaires würmiennes
Moraines würmiennes argileuses ou caillouteuses
Limons des Dombes : lœss et lhem

Située sur la rive gauche du Rhône, Saint-Priest se trouve dans la plaine alluviale de l'Est lyonnais, qui constitue la terminaison du Bas Dauphiné, et correspond à un ensemble d'anciennes vallées remplies par d'importantes nappes fluvio-glaciaires. Celles-ci englobent des collines et des plateaux d'origine morainique sur une ossature de molasse miocène, dite molasse du Bas Dauphiné.
Le sol est formé de moraines argileuses ou caillouteuses, de limons, et d'alluvions fluvio-glaciaires datant de la Glaciation de Würm. Il est alors composé principalement de blocs, de galets, de sable, de sable argileux, d'argile, de roches sédimentaires, de lœss et de calcaire concrétionné. La molasse sous-jacente est une formation sablo-gréseuse, présentant un faciès sableux. Son épaisseur est variable mais peut atteindre les 300 mètres par endroits.
La partie est de Saint-Priest fait partie du bassin houiller du Bas Dauphiné,. Datant d'âge Stéphanien moyen, l'épaisseur du bassin houiller n'est pas réellement connue, mais il disposerait de réserves géologiques d'au moins 67 millions de tonnes de charbon.

#### Hydrogéologie
Saint-Priest dispose d'un sous-sol constitué de nombreuses nappes phréatiques de grandes dimensions et de bonne qualité.
L'eau à Saint-Priest est de type bicarbonaté-calcique, moyennement minéralisée, avec de faibles teneurs en sodium, chlorures et sulfates. Elle est ainsi classée comme moyennement corrosive d'après l'Indice de Ryznar, et a une température moyenne qui s'élève à 13,1 °C.

### Climat
Pour des articles plus généraux, voir Climat d'Auvergne-Rhône-Alpes et Climat du Rhône.
Saint-Priest possède un climat de type semi-continental à influences méditerranéennes dans lequel les précipitations sont plus importantes en été qu'en hiver. Selon la classification de Köppen, la ville a un climat subtropical humide (Cfa), en bordure d'un climat océanique (Cfb) : le seuil entre ces deux types de climat est une température moyenne de 22 °C pour le mois le plus chaud de l'année. Si l'on considère la moyenne de juillet sur la période 1920-2020 (soit depuis le début des relevés météorologiques officiels à Lyon-Bron), la température moyenne est de 21,3 °C ce qui nous place en Cfb. Alors que sur la dernière période de référence de 30 ans (1981-2010), elle est de 22,2 °C ce qui « surclasse » en Cfa. On observe ainsi que le réchauffement climatique entraîne à Saint-Priest une transition d'un climat plutôt continental vers un climat subtropical humide.
Les étés sont chauds, ensoleillés et orageux. Située dans le quart sud-est de la France, la ville bénéficie en effet d'un bon ensoleillement. L'amplitude des températures en journée atteint parfois une vingtaine de degrés, et les températures maximales dépassent régulièrement les 35 degrés, amplifiées par un effet d'îlot de chaleur urbaine. C'est durant la saison estivale que les influences méditerranéennes se traduisent notamment par de fortes chaleurs parfois précoces dès le printemps, ainsi que par des périodes de sécheresses estivales de plus en plus fréquentes ; en automne, des remontées d'épisodes méditerranéens peuvent sévir. Il est possible d'entendre les cigales durant l'été, le réchauffement climatique étant propice au développement de l'insecte présent depuis plusieurs années.
La durée moyenne d’ensoleillement est de plus de 2.000 heures annuelle.
Inversement, les hivers sont froids et secs, et marqués par des gelées fréquentes mais peu persistantes en raison, là aussi, de la concentration urbaine. Les chutes de neige sont assez irrégulières selon les années et surtout en baisse : 17 jours avec précipitations neigeuses par an en moyenne de 1945 à 2009, une dizaine d'épisodes neigeux seulement sur l'ensemble de la période 2011-2018. Le record absolu d'épaisseur de neige a été de 33 cm le 31 décembre 1970. La sensation de froid y est souvent renforcée par la bise, vent de secteur nord à nord-est provenant d'un gradient de pression entre le nord de l'Europe et le bassin méditerranéen. Autre vent régulier, le vent du Midi peut souffler violemment à cause de la compression de l'air dans la vallée du Rhône.
Avec l'assèchement des zones marécageuses et la quasi-suppression de l'utilisation du charbon, le brouillard, qui a fait longtemps la réputation de la ville, ne concerne plus, dans les années 2000, qu'un nombre de jours peu différent voire inférieur avec celui connu dans d'autres villes, même s'il peut être persistant en intersaisons (automne et printemps), notamment dans la vallée de la Saône. Les frimas sont courants et les températures varient généralement d'une dizaine de degrés au plus pendant la journée[réf. nécessaire].
À la station Météo France de l'aéroport de Lyon-Bron, la température moyenne annuelle a été, entre 1920 et 2020, de 11,9 °C avec un minimum de 3 °Cen janvier et un maximum de 21,3 °C en juillet. La température minimale y a été de −24,6 °C le 22 décembre 1938 et la plus élevée de 41,4 °C le 24 août 2023.
| Mois                                  | jan.           | fév.             | mars             | avril           | mai             | juin           | jui.           | août           | sep.            | oct.            | nov.            | déc.             | année      |
| ------------------------------------- | -------------- | ---------------- | ---------------- | --------------- | --------------- | -------------- | -------------- | -------------- | --------------- | --------------- | --------------- | ---------------- | ---------- |
| Température minimale moyenne (°C)     | 1,1            | 1,4              | 4,2              | 7,2             | 11,2            | 15             | 17             | 16,6           | 12,8            | 9,6             | 4,9             | 2                | 8,6        |
| Température moyenne (°C)              | 4,1            | 5,2              | 9                | 12,3            | 16,3            | 20,3           | 22,6           | 22,3           | 17,9            | 13,7            | 8,1             | 4,8              | 13         |
| Température maximale moyenne (°C)     | 7,1            | 9                | 13,8             | 17,4            | 21,5            | 25,6           | 28,2           | 28             | 23,1            | 17,7            | 11,4            | 7,7              | 17,5       |
| Record de froid (°C) date du record   | −23 23.01.1963 | −22,5 14.02.1929 | −10,5 07.03.1971 | −4,4 10.04.1949 | −3,8 01.05.1938 | 2,3 01.06.1959 | 6,1 07.07.1962 | 4,6 25.08.1940 | 0,2 24.09.1928  | −4,5 31.10.1950 | −9,4 30.11.1925 | −24,6 22.12.1938 | −24,6 1938 |
| Record de chaleur (°C) date du record | 19,1 10.01.15  | 21,9 25.02.21    | 26 31.03.21      | 30,1 16.04.1949 | 34,2 16.05.1945 | 38,4 27.06.19  | 40,4 24.07.19  | 41,4 24.08.23  | 35,8 05.09.1949 | 30,6 09.10.23   | 23 02.11.1924   | 20,2 18.12.1989  | 41,4 2023  |
| Ensoleillement (h)                    | 71,1           | 102,4            | 173,7            | 197,7           | 223,8           | 256,5          | 288,1          | 263,1          | 204,1           | 131,4           | 78,9            | 58,7             | 2 049,5    |
| Précipitations (mm)                   | 49,8           | 41,6             | 49,4             | 68,9            | 80,9            | 74,1           | 67,4           | 65,5           | 82,5            | 99,8            | 87,2            | 53,7             | 820,8      |

## Urbanisme

### Typologie
Au 1er janvier 2024, Saint-Priest est catégorisée grand centre urbain, selon la nouvelle grille communale de densité à sept niveaux définie par l'Insee en 2022.
Elle appartient à l'unité urbaine de Lyon, une agglomération inter-départementale regroupant 123  communes, dont elle est une commune de la banlieue,,. Par ailleurs la commune fait partie de l'aire d'attraction de Lyon, dont elle est une commune du pôle principal,. Cette aire, qui regroupe 397 communes, est catégorisée dans les aires de 700 000 habitants ou plus (hors Paris),.

### Occupation des sols
L'occupation des sols de la commune, telle qu'elle ressort de la base de données européenne d’occupation biophysique des sols Corine Land Cover (CLC), est marquée par l'importance des territoires artificialisés (73,1 % en 2018), en augmentation par rapport à 1990 (60,2 %). La répartition détaillée en 2018 est la suivante :
zones industrielles ou commerciales et réseaux de communication (43,9 %), zones urbanisées (25,3 %), terres arables (19,8 %), zones agricoles hétérogènes (6,5 %), espaces verts artificialisés, non agricoles (3,9 %), forêts (0,5 %). L'évolution de l’occupation des sols de la commune et de ses infrastructures peut être observée sur les différentes représentations cartographiques du territoire : la carte de Cassini (XVIIIe siècle), la carte d'état-major (1820-1866) et les cartes ou photos aériennes de l'IGN pour la période actuelle (1950 à aujourd'hui).

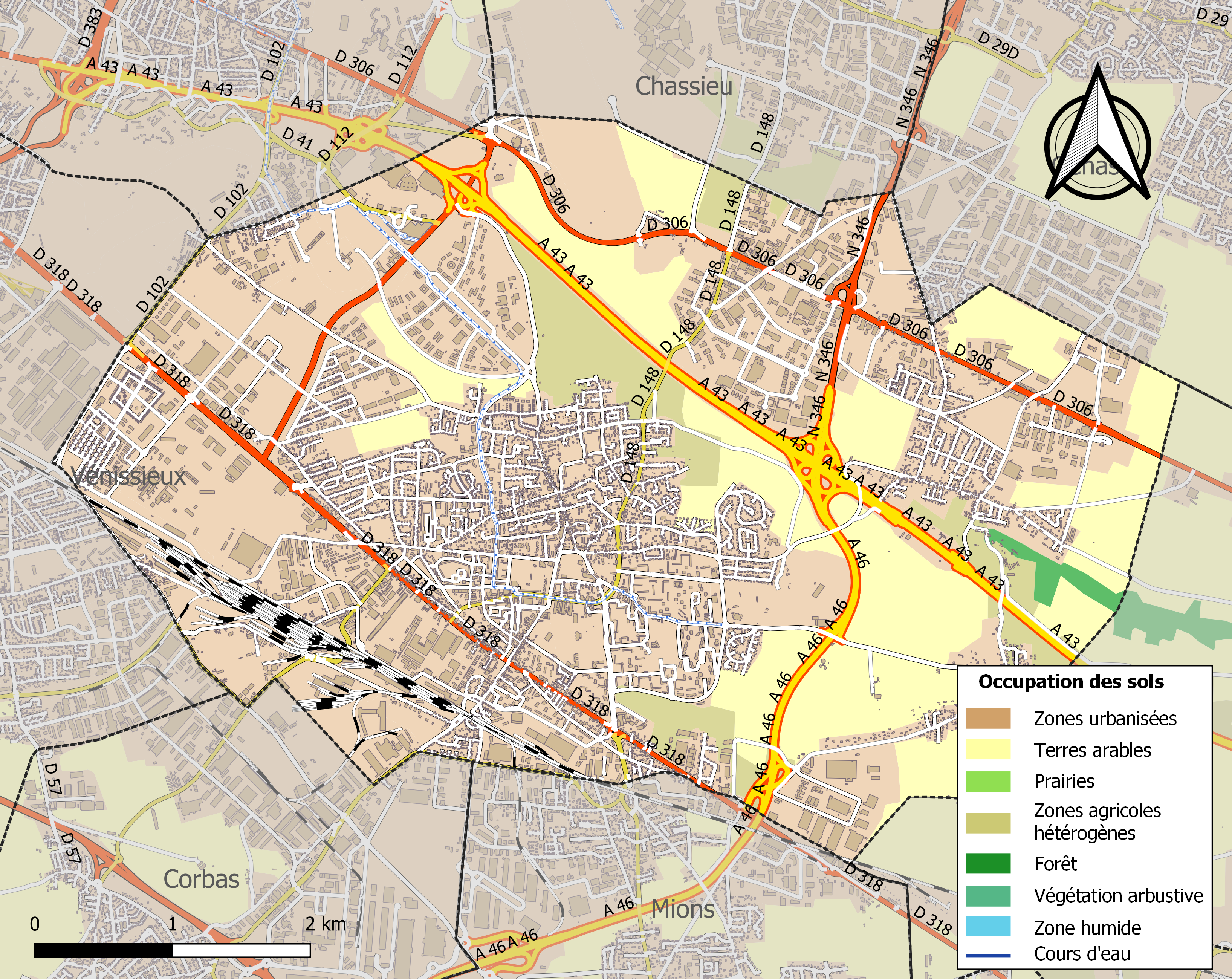
Carte des infrastructures et de l'occupation des sols de la commune en 2018 (CLC).

### Morphologie urbaine
La superficie de la commune de Saint-Priest étant assez importante, elle lui permet d'organiser son territoire entre zones résidentielles, industrielles, commerciales, agricoles et espaces verts.
On trouve à Saint-Priest des zones pavillonnaires, des cités HLM, un centre historique et un lotissement écologique d'habitats de type "développement durable" aux Hauts de Feuilly, au nord. Les zones résidentielles sont réparties sur l'ensemble du territoire communal et sont regroupées en quatre agglomérations facilement repérables géographiquement :
- La ville de Saint-Priest, située au centre du territoire et divisée en plusieurs quartiers.
- Les hameaux de Manissieux et de Mi-Plaine au nord-est.
- Le hameau de la Fouillouse au sud-est.
- La Cité Berliet au sud-ouest.

Saint-Priest est réputée pour être une ville dynamique grâce au nombre important d'entreprises qu'elle abrite et à la présence du Parc Technologique de Lyon, zone d'activité économique dynamique high tech, située dans un cadre naturel et écologique,. Les zones industrielles sont principalement situées en périphérie du territoire communal, notamment au sud, le long de la voie ferrée, où se trouve la Zone industrielle Lyon sud-est.
On trouve de nombreux commerces de proximité répartis sur tout le territoire, ainsi que deux grandes zones commerciales  Porte des Alpes, située à la limite avec la commune limitrophe de Bron, au nord-ouest, et l'espace des Portes de l'Est, qui longe la Route nationale 6, au nord-est.
Les zones agricoles sont présentes sur la totalité du territoire, mais se trouvent en plus grande quantité autour du hameau de la Fouillouse à l'est. Plus de 50 % de la superficie totale de la commune de Saint-Priest est occupée par des étendues non construites, dont de nombreux parcs et squares.

#### Quartiers

Carte des quartiers de Saint-Priest

Le 31 octobre 2002, huit conseils de quartiers sont créés par délibération du conseil municipal, présidé par Bruno Polga. Leur objectif est avant tout de favoriser la participation des San-Priods à la vie locale et de leur permettre de participer aux projets de la municipalité ainsi que de faire des propositions de projets. Chaque conseil de quartier réunit un maximum de trente habitants, conseillers de quartiers, un coprésident élu désigné par la municipalité et un coprésident élu parmi les conseillers de quartiers,.
Outre leur fonction d'amélioration de la démocratie locale, les huit quartiers de Saint-Priest permettent de diviser la ville en zones distinctes.
① Berliet-et-environs : situé au sud-ouest de la commune, ce quartier contient une seule zone résidentielle : la Cité Berliet, construite en 1917 par Marius Berliet à proximité de ses usines, aujourd'hui le siège de Renault Trucks. Il s'agit d'un quartier majoritairement constitué de zones industrielles,.
② Centre-ville-Gare-Garibaldi : situé au sud de la commune, ce quartier contient l'ancien quartier de la Gare, du quartier de Garibaldi et du Centre-Ville de Saint-Priest datant pour la plupart des bâtiments des années 1960. L'hôtel de ville se trouve dans ce quartier, composé principalement de zones industrielles, de logements HLM, de bâtiments de services ou administratifs et de commerces. On y trouve également le Théâtre Théo Argence, salle de concert et théâtre de 650 places, un cinéma et une arthotèque,,.

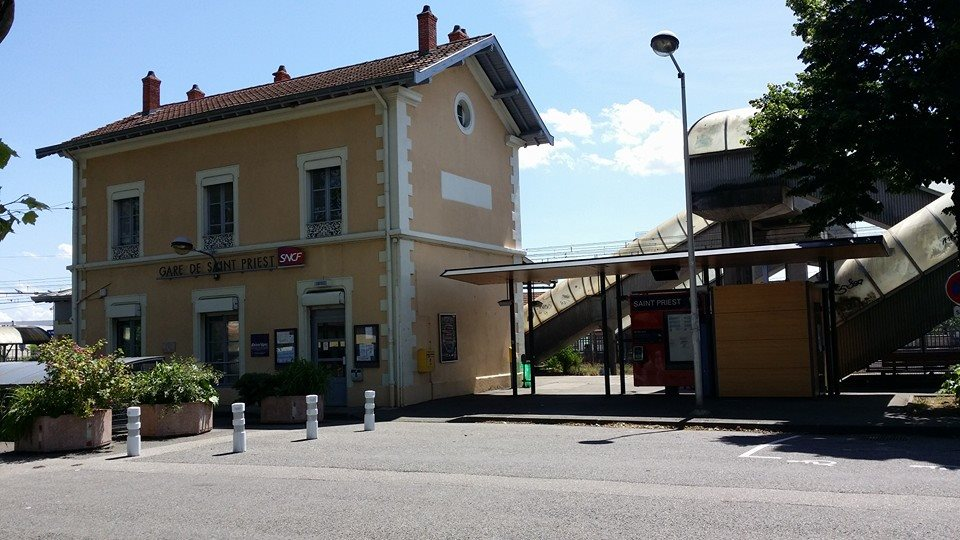
La Gare

③ Manissieux-Mi-Plaine-la Fouillouse : situé à l'est de la commune, il s'agit du plus grand quartier de Saint-Priest, regroupant les hameaux de Manissieux, Mi-Plaine et de La Fouillouse. Il s'agit à la fois du quartier le plus rural et le plus aisé de la ville. Le quartier est constitué en majorité de terres agricoles, ainsi que de zones pavillonnaires, d'une zone commerciale importante au Nord (Espace des Portes de l'Est) et de deux zones industrielles de taille réduite,.
④ Revaison : situé à l'ouest de la ville, il s'agit d'un quartier calme principalement composé de pavillons construits pour la plupart entre les années 1970 et 2000. Il abrite également quelques lotissements HLM, le stade Jean Bouin, le Collège Gérard Philipe, la zone agricole des Bandonnières, le groupe scolaire Revaison. On y trouve également des terres agricoles et de nouvelles zones pavillonnaires modernes construites dans les années 2010 autour du boulevard de la Cité Berliet et de l'Avenue des Temps Modernes,.
⑤ Plaine-de-Saythe-Bel-Air : situé au sud de Saint-Priest, il s'agit du plus gros quartier prioritaire de la ville, constitué à 68 % de logements HLM construits pendant les Trente Glorieuses, dans les années 1970 et 1980, et comptant plus de 6 000 habitants en 2020. On y trouve aussi quelques zones pavillonnaires, des terres agricoles et prairies, ainsi que le Collège Colette, le Lycée Condorcet et la MJC Jean Cocteau,.
⑥ Village : situé au centre et au nord de Saint-Priest, le quartier du Village contient à la fois le centre historique de la ville, autour du château, de l'église du village et du Conservatoire à Rayonnement Communal de Saint-Priest, ainsi qu'une importante zone pavillonnaire articulée autour de la Grande Rue, du groupe scolaire Simone Signoret au groupe scolaire Jeanne d'Arc en y intégrant le lotissement écologique des Hauts de Feuilly. Le territoire du quartier s'étend néanmoins au-delà du lotissement vert pour englober le Parc Technologique de Lyon, la zone commerciale Porte des Alpes, la forêt de Feuilly, les parties san-priodes de l'Université Lumière-Lyon-II et de l'Aéroport de Lyon-Bron, ainsi que de nombreuses terres agricoles,.

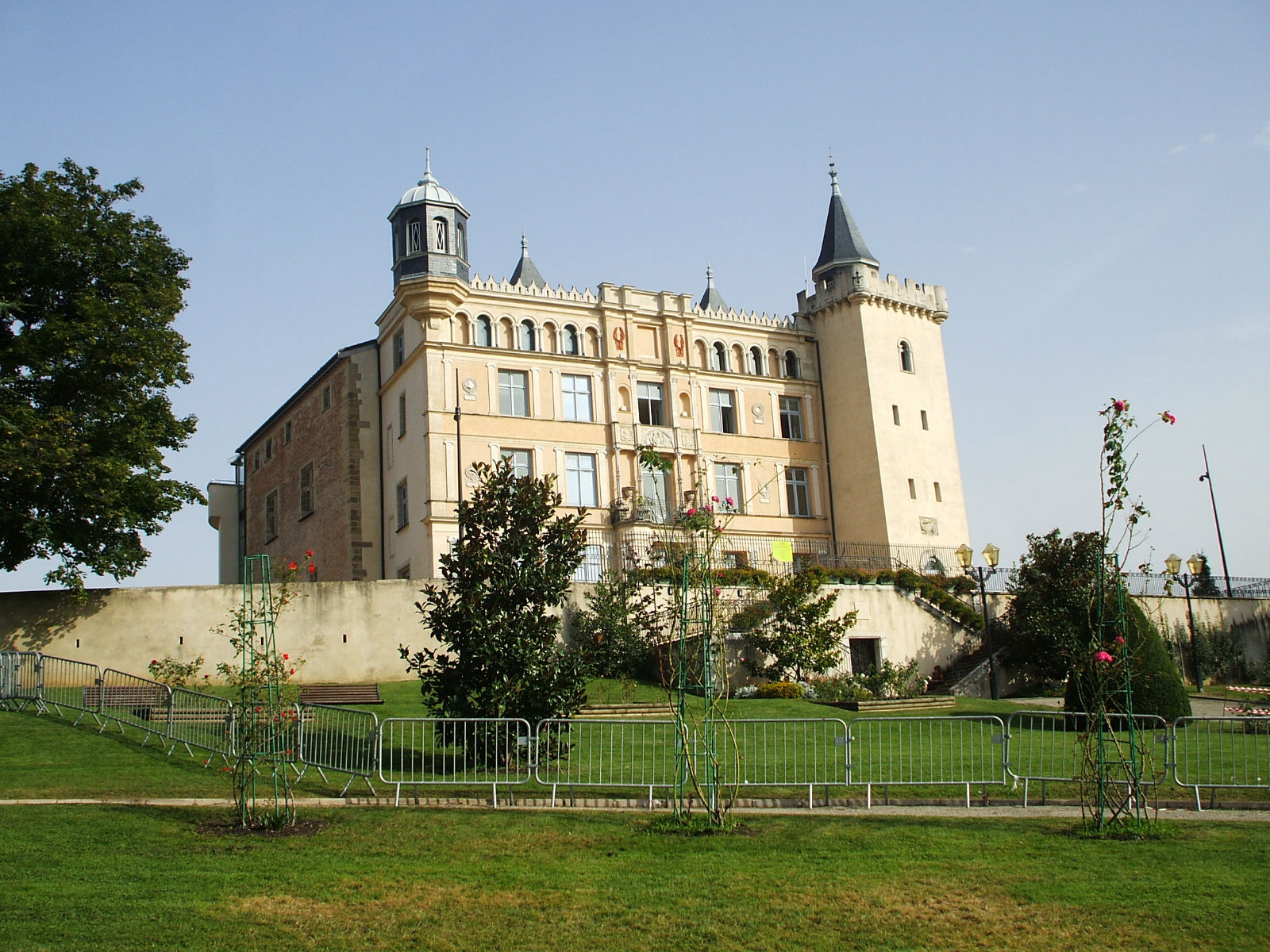
Le Château
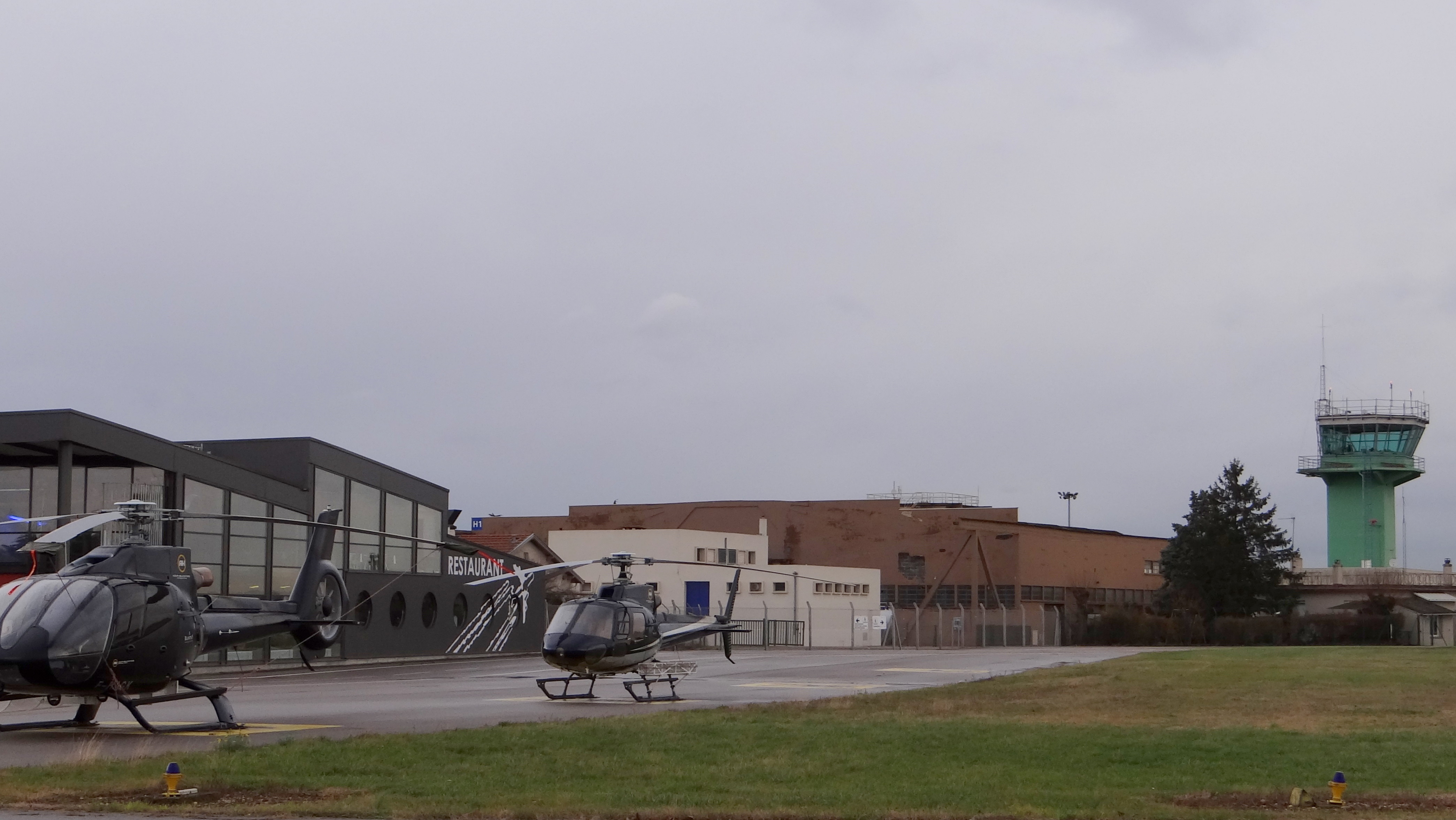
L'Aéroport

⑦ Ménival-la-Cordière : situé au centre de la ville, il s'agit du plus petit quartier de Saint-Priest en superficie. La plupart des logements sont des immeubles construits dans les années 1960 et 1970. On y trouve notamment les courts de tennis du Tennis Club de Saint-Priest Roland Garros,.
⑧ Marendiers : situé au centre-est de la commune, Marendiers est un quartier pavillonnaire calme. Il s'agit du quartier qui possède le moins de logements HLM (seulement 6 %). On y trouve de nombreux pavillons datant pour la plupart des années 1970 et 1980, ainsi que le complexe sportif Pierre Mendès-France composé d'un centre nautique et de trois terrains de rugby et de football. On y trouve également le Fort de Saint-Priest, le plus grand parc de la ville, et le Collège Boris Vian,.

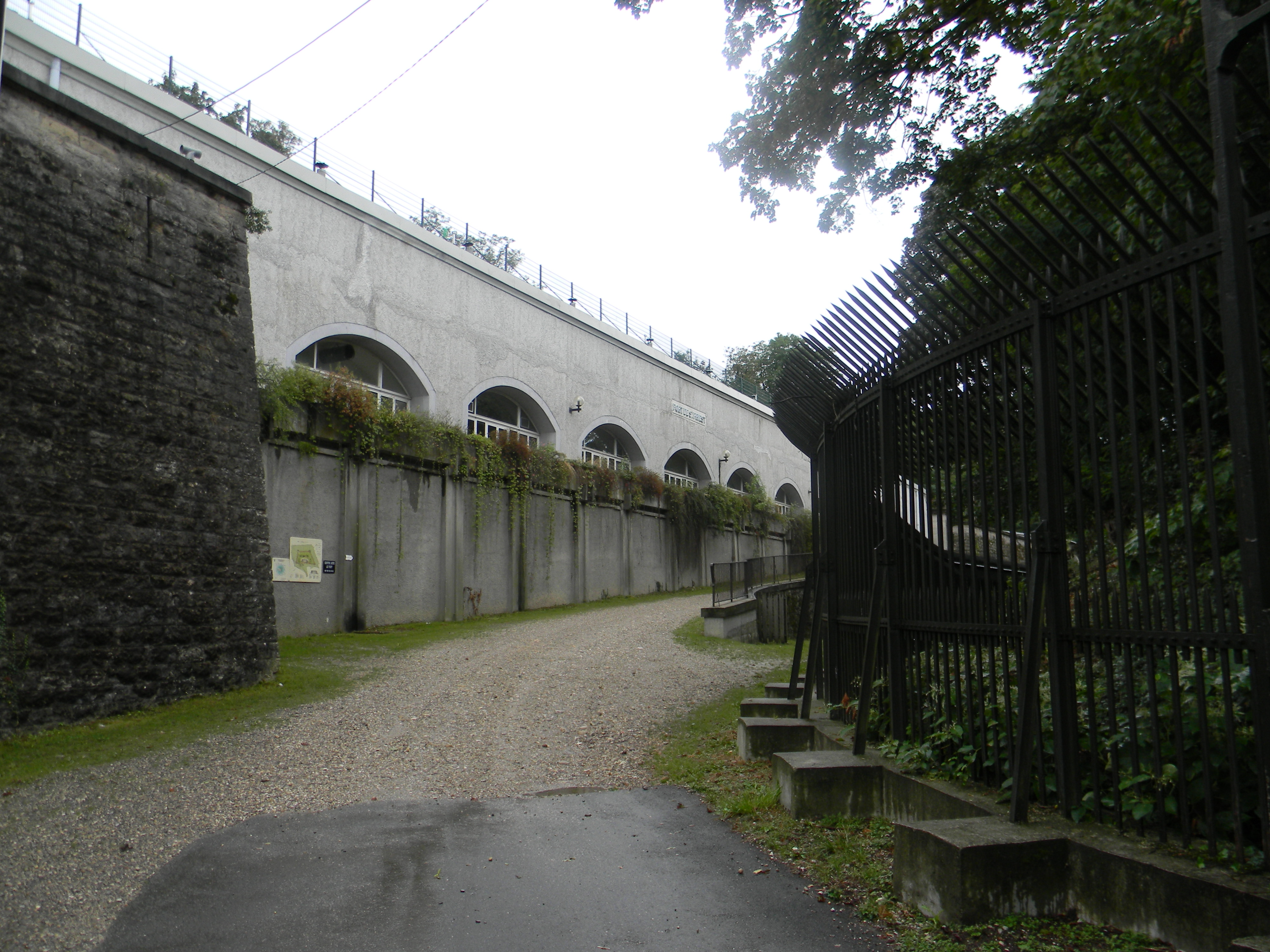
Le Fort

### Logement
En 2013, le nombre total de logements dans la commune était de 18 398 alors qu'il était de 15 647 en 1999,.
Parmi ces logements, 93,5 % étaient des résidences principales, 0,5 % des résidences secondaires et 6,0 % des logements vacants. Ils étaient pour 27,1 % d'entre eux des maisons individuelles et pour 72,5 % des appartements.
En 2013, les résidences principales de la commune comptaient en moyenne 3,9 pièces. 73,1 % des logements ont été achevés entre 1946 et 1990. La moitié des ménages (50,7 %) avaient emménagé depuis 10 ans ou plus en 2013 tandis que l'autre moitié (49,3 %) avait emménagé moins de 10 ans avant l'étude. 52,5 % des San-Priods étaient propriétaires de leur logement, tandis que 46,3 % étaient locataires dont 29,9 % locataires de logements HLM.

### Projets d'aménagement
Cœur de Saint-Priest
En 2002 est lancée sous Bruno Polga, l'opération « Cœur de Saint-Priest », un programme de rénovation urbaine visant à doter la commune d'un nouveau centre-ville réorganisé et mettant l'accent sur l'habitat, les commerces, les services, les déplacements et le cadre de vie. Le territoire du projet est délimité au nord par l'avenue Jean-Jaurès, à l'ouest par la rue Aristide-Briand et à l'est par la rue Henri-Maréchal et concerne directement environ 6 100 San-Priods, répartis dans 2 550 logements dont 84 % à vocation sociale.
L'opération validée en 2007, va conduire jusqu'en 2020 à la construction d'entre 1 100 et 1 200 logements, à la destruction et à la réhabilitation de 900 autres. Afin de renforcer l'attractivité et le dynamisme de la commune, l'opération va la doter d'équipements à la pointe de la modernité, grâce notamment à la construction d'une artothèque et d'un mail central, ainsi qu'à la rénovation du groupe scolaire Joseph Brenier et de la maison de quartier Diderot,,,,,.
ZAC Berliet
La réalisation de la ZAC Berliet, zone urbanisée de 100 hectares faisant le lien entre l'agglomération lyonnaise et sa deuxième couronne, située entre le parc de Parilly et le chemin de Revaison sur l'ancienne piste d'essais de Renault Trucks, va s'échelonner de 2010 à 2019. Le projet d'urbanisation comprend d'une part la création d'une zone d'activité économique de 40 hectares ainsi qu'un pôle de services comprenant un hôtel, deux restaurants, une restauration rapide et un ensemble de services aux entreprises. D'autre part, deux zones résidentielles de 31 hectares regroupant au total 1 037 logements composés de maisons de ville et de petits immeubles.
La zone économique et les zones résidentielles articulées autour de voies de circulation nouvelles ou rénovées telles que la rue du Dauphiné, l'avenue Charlie-Chaplin, l'avenue des Temps Modernes ou le boulevard de la cité Berliet, seront également rejointes par la création d'une maison de retraite de 90 lits, de jardins familiaux, de courts de tennis, de terrains de pétanque et d'un stade de football d'une capacité de 10 000 places. La création de nombreux logements nécessitera, entre autres, de la reconstruction du groupe scolaire Berliet et de l'extension du groupe scolaire Revaison,.

### Voies de communication et transports

#### Voies de communication routières

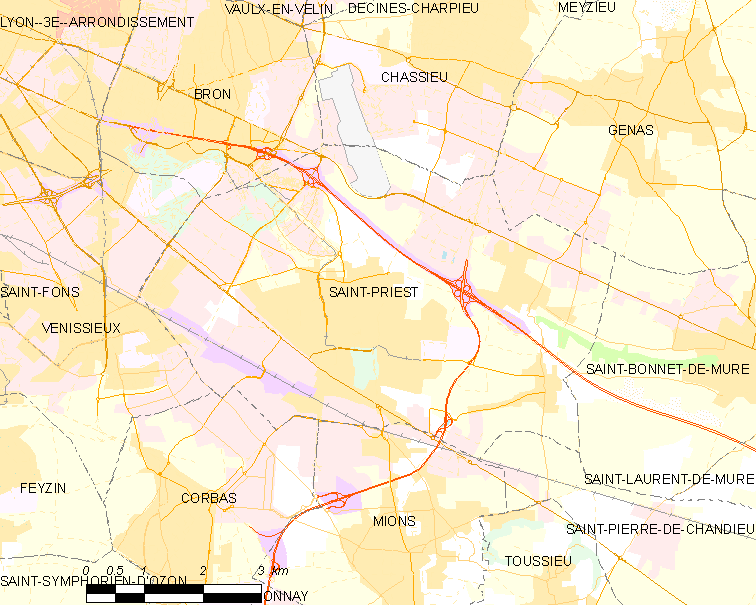
Carte de Saint-Priest présentant les autoroutes (en rouge), les voies ferrées (en gris avec barres), l'aéroport de Lyon-Bron (en gris), et les principaux axes routiers (en orange).

Saint-Priest est traversée par deux autoroutes, qui se croisent au niveau de l'échangeur de Manissieux : l'A43 – E70 reliant Lyon à Modane, et l'A46, reliant Anse à Chasse-sur-Rhône. La commune est également traversée par deux routes nationales : la RN 518 qui relie Lyon à Die, et la RN 6 qui relie Paris au col du Mont-Cenis.
Afin de pallier le report du trafic chargé sur la rocade Est – A46 – après le déclassement de la portion des autoroutes A6 – A7 entre Limonest et Pierre-Bénite,, et l'annonce de sa transformation en boulevard urbain, deux solutions sont envisagées : l'élargissement de la partie sud de l'A46 ou la création du shunt de Manissieux reliant l'A43 et l'A46 à l'est du Fort de Saint-Priest. Ces deux scénarios sont sujets à débat depuis 2017, en particulier à cause de leur impact sur l'environnement et le bien-être des San-Priods,,.

#### Transports en commun

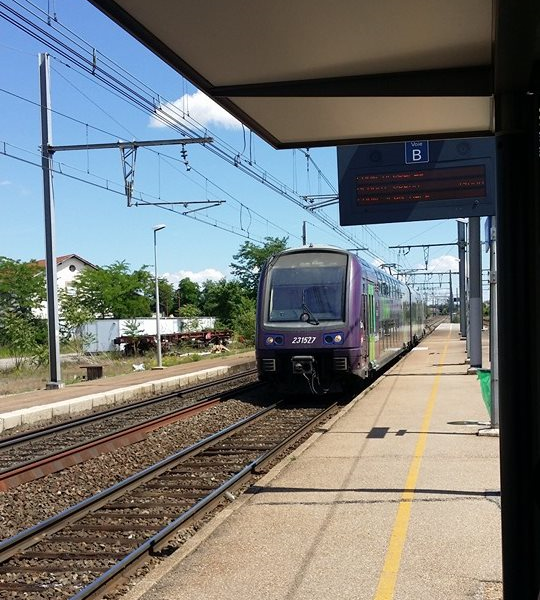
Un TER à Saint-Priest.

Saint-Priest est reliée à Lyon et au reste de sa métropole, par la ligne T2 du tramway et une quinzaine de lignes de bus TCL, administrés par le SYTRAL,. La commune bénéficie également de deux parcs relais situés à proximité du trajet de la ligne T2, afin de faciliter l'accès au centre-ville de Lyon : celui de Bel Air qui propose 123 places de stationnement et celui de Porte des Alpes, qui propose 389 places.
Sur le territoire san-priod se trouve un centre de maintenance des tramways, situé boulevard André-Boulloche, à proximité de l'arrêt Porte des Alpes, pouvant abriter une cinquantaine de rames.

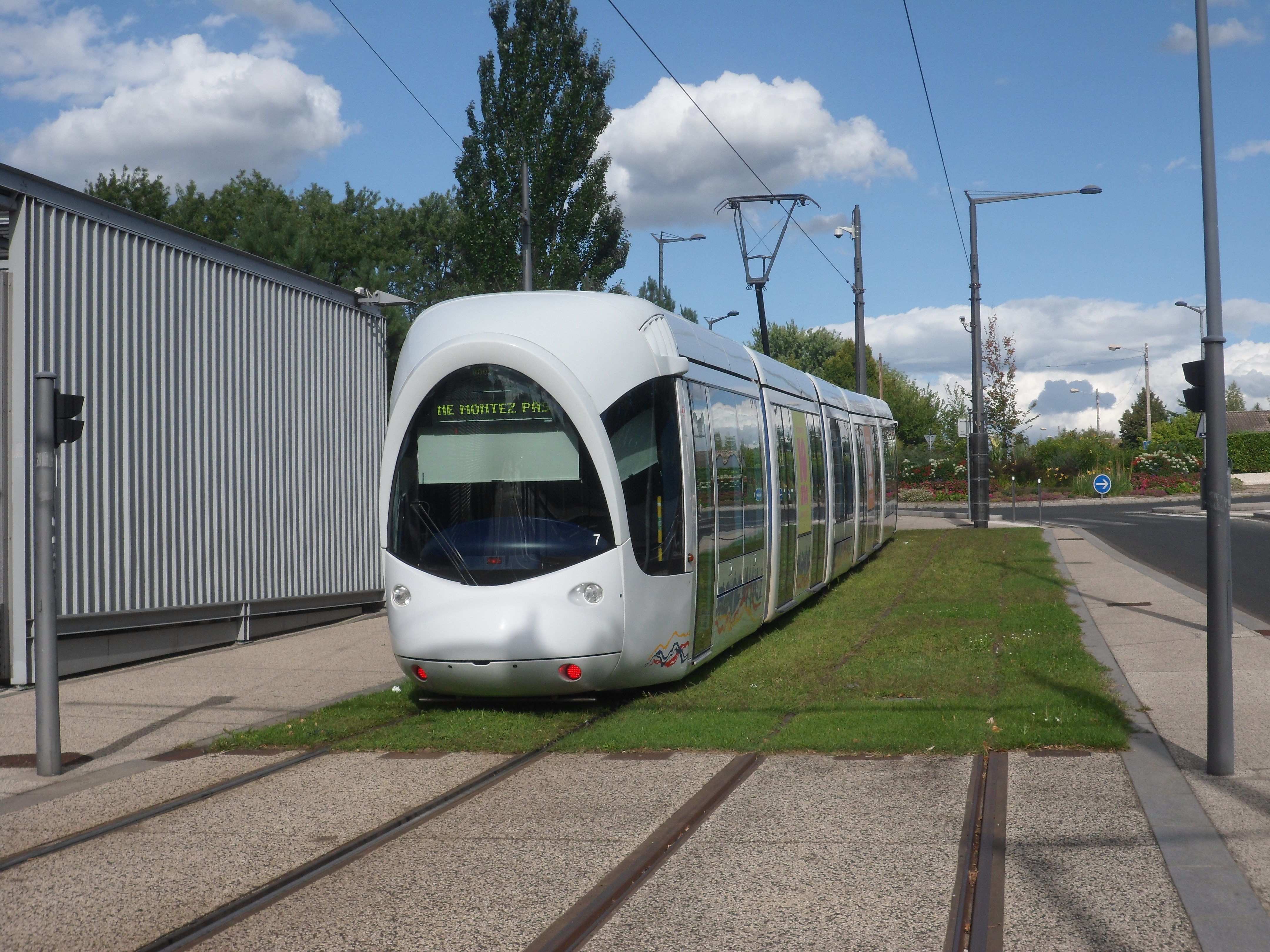
Tramway de la ligne T2 à son terminus, Saint-Priest Bel Air.

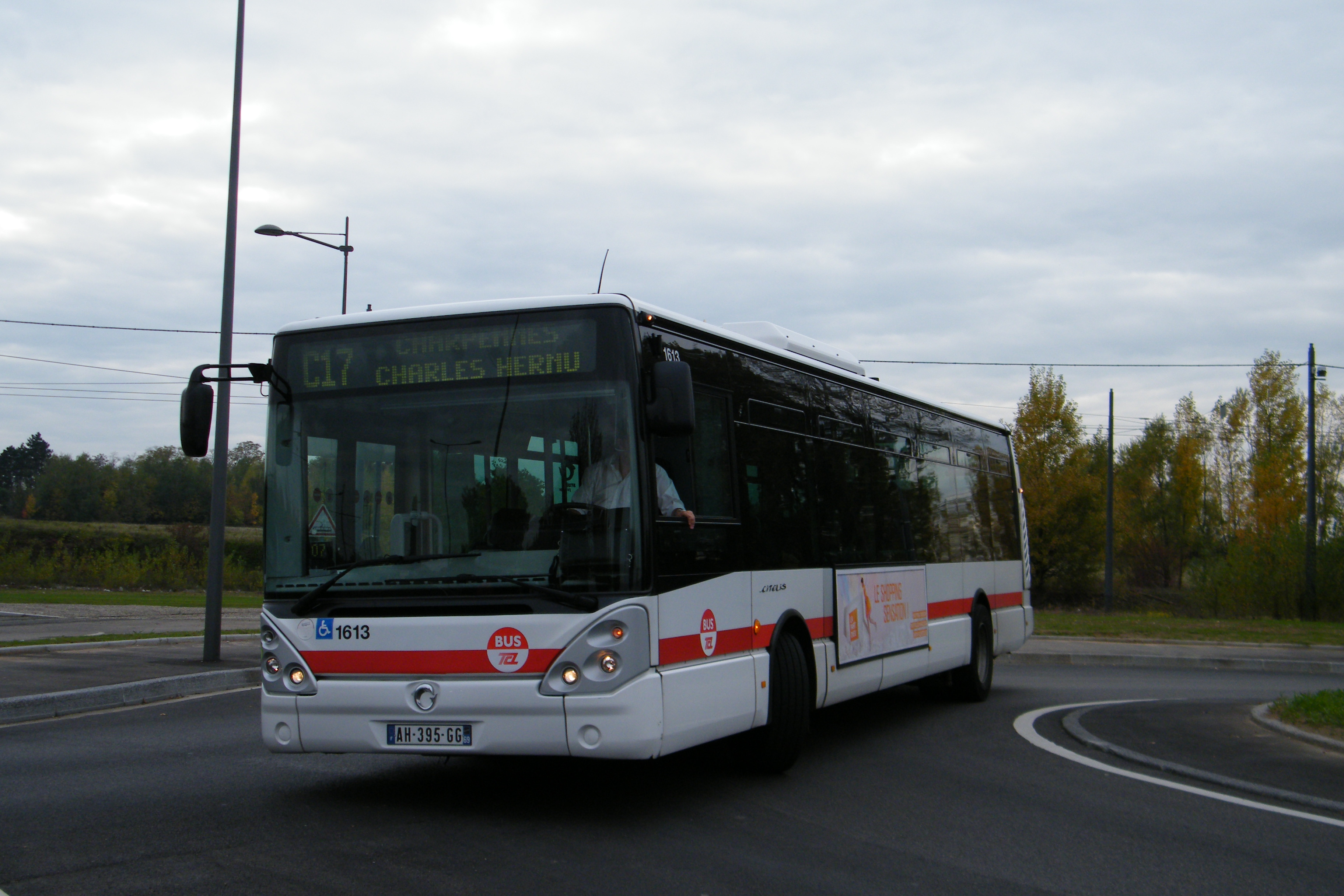
Bus de la ligne C17 à Porte des Alpes.

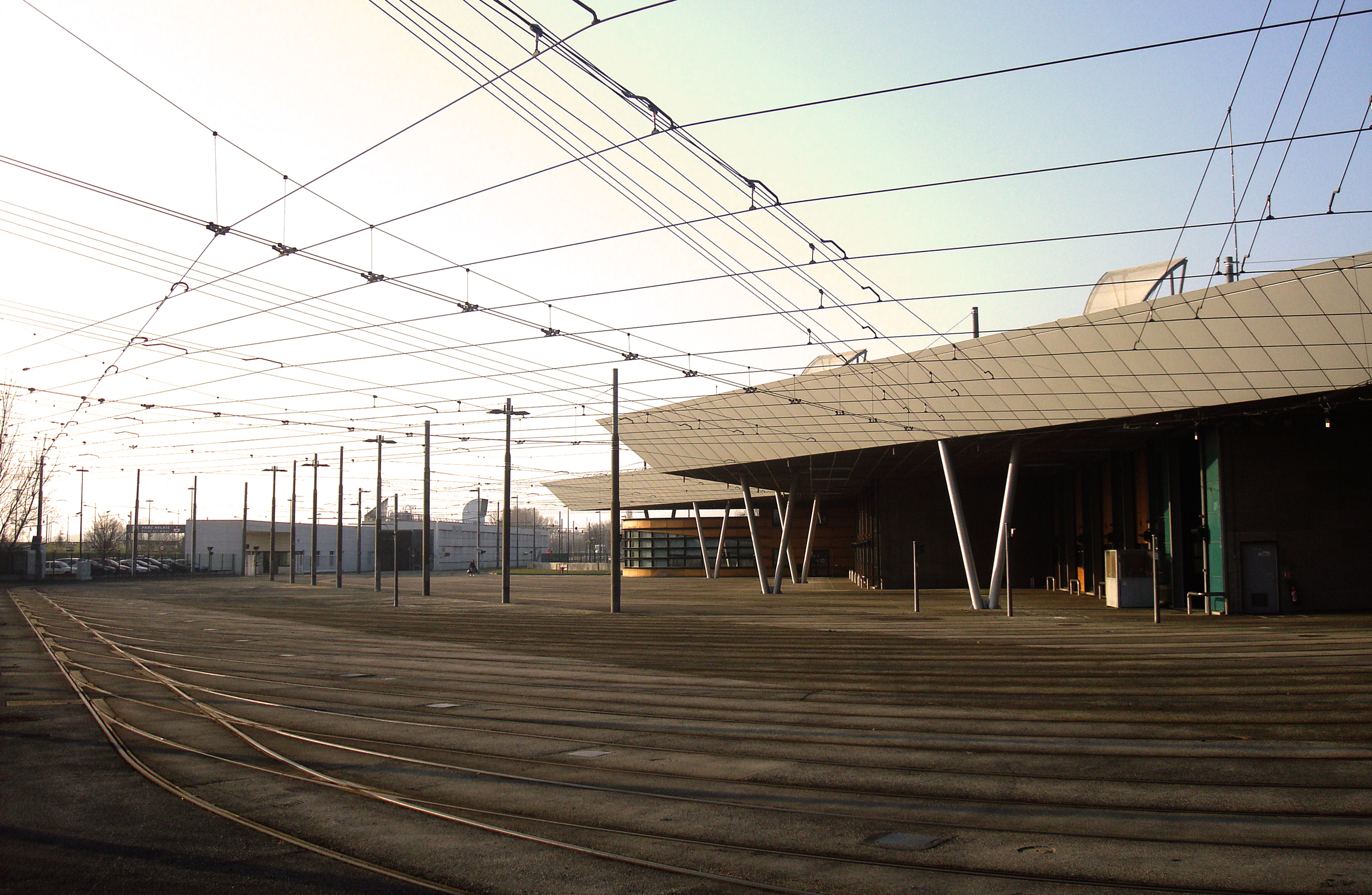
Centre de maintenance des tramways, à Porte des Alpes.

#### Transport ferroviaire
Au sud de la commune se trouve la gare SNCF de Saint-Priest, desservie par des trains TER Auvergne-Rhône-Alpes. Les TER assurent la liaison Lyon-Perrache – Saint-André-Le-Gaz ou Grenoble en passant par Bourgoin-Jallieu, ce qui permet notamment de rejoindre le centre de Lyon en quinze minutes.
Des autocars TER assurent également une desserte au départ de la gare vers Saint-Pierre-de-Chandieu.

La station, mise en service en 1858, est située au point kilométrique 11,878 de la ligne Lyon-Perrache – Marseille-Saint-Charles (via Grenoble), entre la gare de Vénissieux et celle de Saint-Quentin-Fallavier, toutes deux ouvertes aux voyageurs.

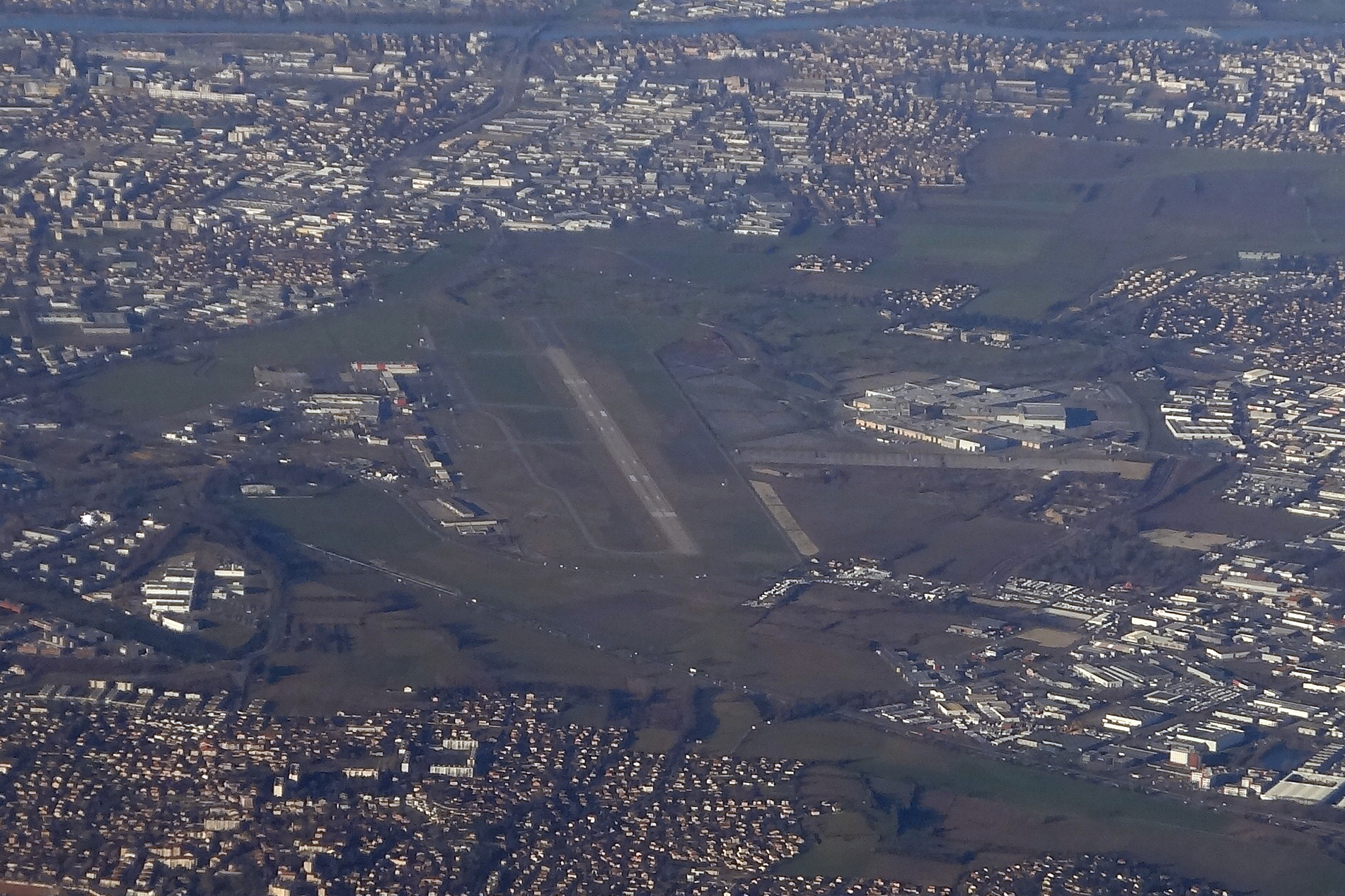
Vue de l'Aéroport de Lyon-Bron.

#### Transport aérien
La commune de Saint-Priest partage avec celle de Chassieu l'aéroport de Lyon-Bron (LYN), l'un des plus importants aéroports d'affaires de France. Il est composé de 140 hectares consacrés à l'aviation d'affaires, l'aviation amateure, et dispose d'un héliport. Plusieurs compagnies aériennes y sont implantées et l'aéroport est relié par ligne directe à de nombreuses destinations nationales et internationales.
La commune se situe également à une douzaine de kilomètres de l'aéroport international de Lyon-Saint-Exupéry (LYS), situé à Colombier-Saugnieu.

#### Autres moyens de transport
Saint-Priest compte plus de 30 kilomètres de pistes cyclables aménagées dans le cadre du plan mode doux de la métropole de Lyon,.
Un service de ramassage scolaire pédestre appelé Pédibus existe au sein de quatre groupes scolaires de la commune avec l'aide de parents d'élèves et de la ville. Ces lignes surveillées accompagnent alors à l'école le matin et ramènent à des arrêts proches de leur domicile des élèves de primaire de façon non polluante et conviviale.
Un service de transport Proxibus réservé aux personnes âgées est assuré par l'association Ethic'Dom en lien avec le CCAS afin de déposer les séniors à différents endroits dans la ville.
Trois aires de covoiturage ont également été aménagées à Saint-Priest. Une près de l'entrée principale du Fort, une place Honoré de Balzac, à Manissieux, et une autre avenue Pierre Cot, dans la Cité Berliet.

### Risques naturels et technologiques
Du fait de sa proximité avec de nombreuses zones industrielles, il existe deux risques technologiques majeurs à Saint-Priest. D'une part, la commune est concernée par le risque de Transport de matières dangereuses (TMD). Ce risque est dû à la présence des autoroutes A43 et A46 sur le territoire communal, par lesquelles transitent des produits pouvant être dangereux en cas d'accident. La présence d'une voie ferrée est aussi un facteur de risques, car c'est par celle-ci que transitent des produits pétroliers destinés à rejoindre le couloir de la chimie et la raffinerie de Feyzin. On trouve également sept canalisations gaz et hydrocarbures pouvant être dangereuses sur le territoire de Saint-Priest. D'autre part, la commune abrite deux installations classées SEVESO seuil haut, se trouvant au sein de la zone industrielle Lyon sud-est.
Saint-Priest est dans une zone d'aléa sismique modérée (3 sur 5) selon la carte de zonage du risque sismique en France datant de 2011. Cette demande de vigilance légèrement supérieure à la normale est due principalement à la proximité de la commune avec le massif des Alpes.

### Qualité de l'environnement
L'agence régionale de santé (ARS) Auvergne-Rhône-Alpes a classé l'eau san-priode comme étant de bonne qualité bactériologique en 2018, en notant toutefois la présence de nitrates et de traces de pesticides dans sa composition,.
De par la présence de voies de circulation importantes (A43, A46, Rocade Est, ainsi que deux RD majeures), la commune est exposée à des émissions de polluants atmosphériques non négligeables. A proximité de ces grands axes, et notamment du nœud de Manissieux, la pollution de l'air est marquée, présentant des valeurs fortes en particulier pour le NO2.

## Toponymie

### Toponymie
Au Moyen Âge, vers l'an mil, le village situé sur le site actuel de Saint-Priest se serait appelé Puits-Vieux. Le toponyme Puits-Vieux a par la suite été attribué à un lieu-dit de la commune. Une rue san-priode, la rue du Puits-Vieux, située entre les quartiers du Village et de Marendiers, témoigne de l'existence de ce lieu-dit.
Le toponyme Saint-Priest, apparu au XIIe siècle, vient du nom du saint patron de la commune, Sancto Prejecto, curé d'Issoire et évêque de Clermont, martyr catholique né en Auvergne au VIIe siècle. La commune a connu d'autres toponymes dérivés de Saint-Priest, notamment San Prix, comme il le fut mentionné sur la carte du Dauphiné établie en 1634 par Jean de Beins.
Au cours de la Révolution française, la commune est rebaptisée, comme beaucoup d'autres, et porte alors provisoirement les noms de Beau-Priest et de Zélé-Patriote.

### Gentilé
Les habitants de Saint-Priest sont appelés les San-Priods et les San-Priodes. Ce gentilé, venant du francoprovençal et utilisé par les habitants de Saint-Priest depuis des siècles. Il est, cependant, souvent remplacé par la forme San-Priots et San-Priotes, apparue et popularisée au cours de la seconde moitié du XXe siècle. Ainsi, de nombreux événements et associations san-priodes portent le gentilé erroné "san-priot".
Depuis 2014, le gentilé original San-Priod fait sa réapparition, notamment grâce à l'adoption de cette forme par le maire Gilles Gascon.

## Histoire

### Préhistoire et Antiquité

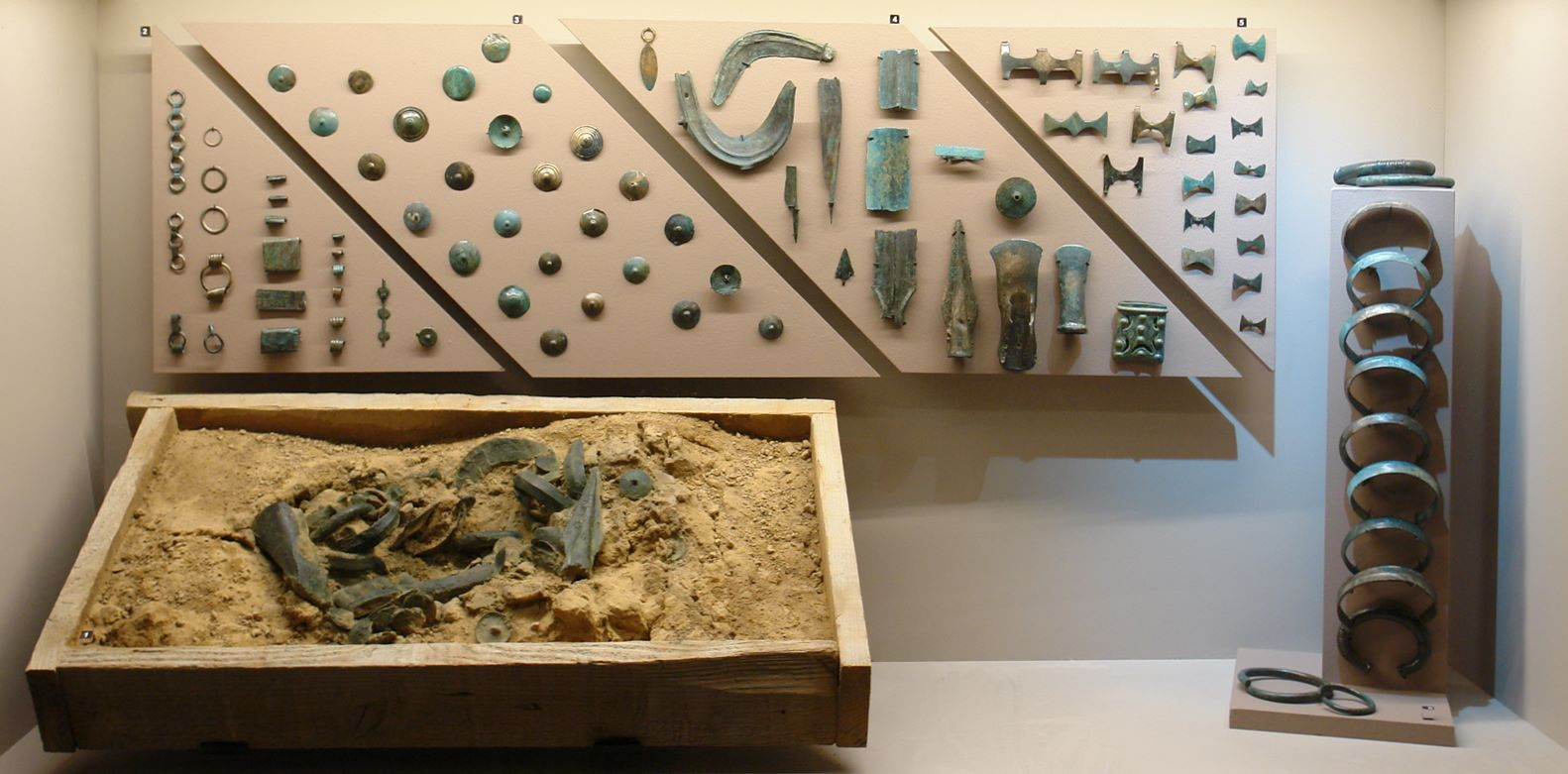
Vestiges archéologiques datant de l'âge du bronze.

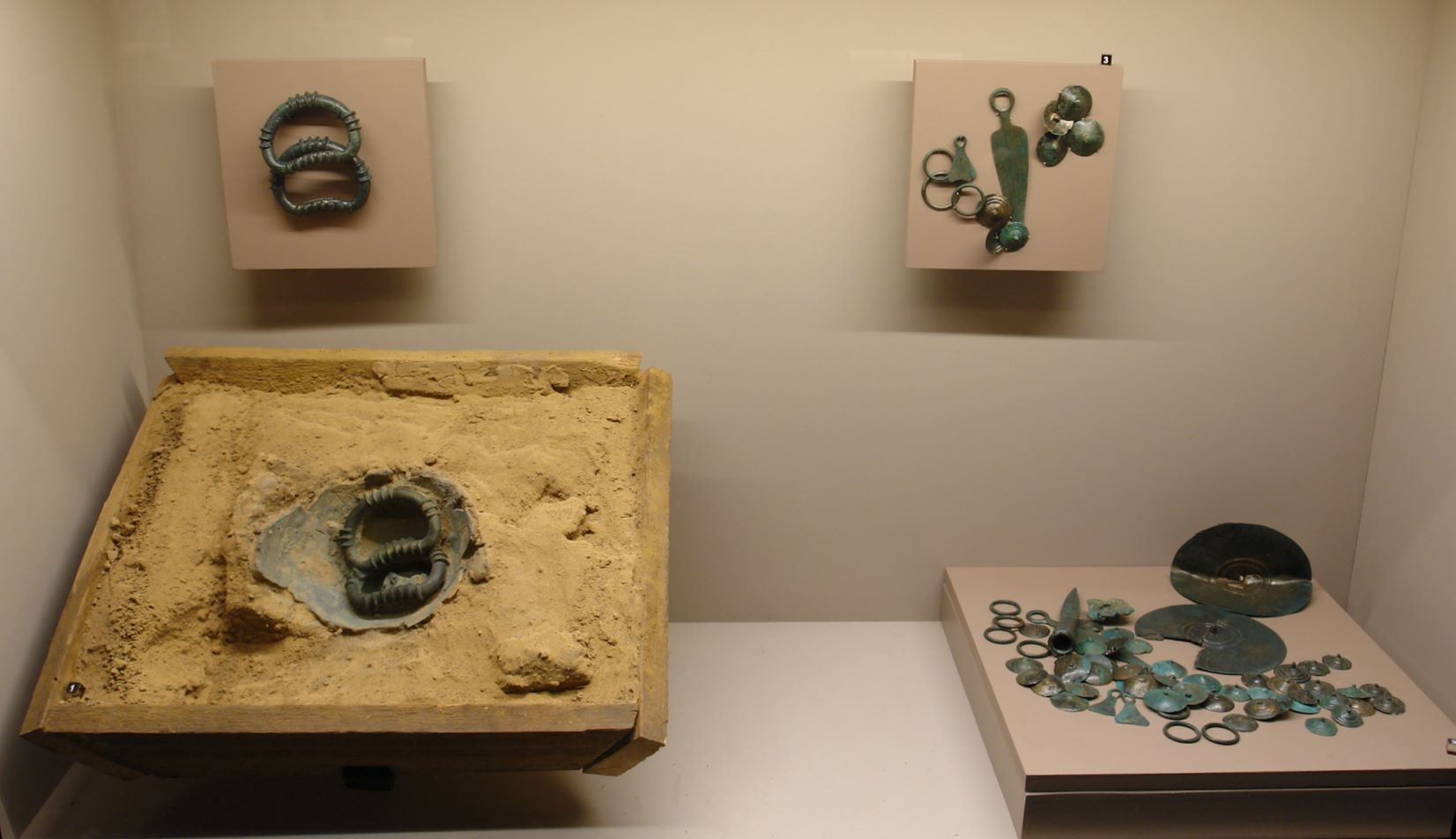
Vestiges archéologiques datant de l'âge du bronze.

Le site de Saint-Priest est l'un des sites de la région lyonnaise occupé depuis le plus longtemps par l'Homme. Lors de travaux d'aménagement sont retrouvés des milliers de pièces archéologique, pour la plupart des céramiques. Les plus anciens vestiges découverts datent du Néolithique moyen (vers 4500–3500 av. J.-C.). Néanmoins, la découverte d'un fragment de vase d'origine cardiale, témoignage le plus septentrional de cette culture méditerranéenne et vestige le plus ancien découvert autour de Lyon, daterait d'une période plus ancienne (vers 5000–4700 av. J.-C.).
La découverte de fosses, de foyers domestiques, d'éléments de céramique et d'outils en silex témoigne d'une occupation de ce lieu pendant tout le Néolithique et jusqu'au début de l'âge du bronze (vers 2000 av. J.-C.).
Le site de la commune ne connaît pas de nouvelle colonisation jusqu'aux XIe et Xe siècles av. J.-C.. Des vestiges de villages répartis sur une dizaine d'hectares datant de cette époque ont été mis au jour. Cette occupation du territoire de plus en plus regroupée semble s'être poursuivie et développée jusqu'au premier âge du fer, vers les VIIe et Ve siècles av. J.-C..
Vers 500 av. J.-C., le territoire de la commune devient une zone à vocation agricole. Quelques traces subsistent de l'époque gallo-romaine ; des fossés et un vestige de chemin dont les ornières sont encore visibles,.
Lors de travaux de réhabilitation, une stèle funéraire datée du IIe ou IIIe siècle, a été découverte. Selon les archéologues, il s'agirait du monument d'un enfant d'une dizaine d'années nommé Julius Victor,.

### Ancien Régime

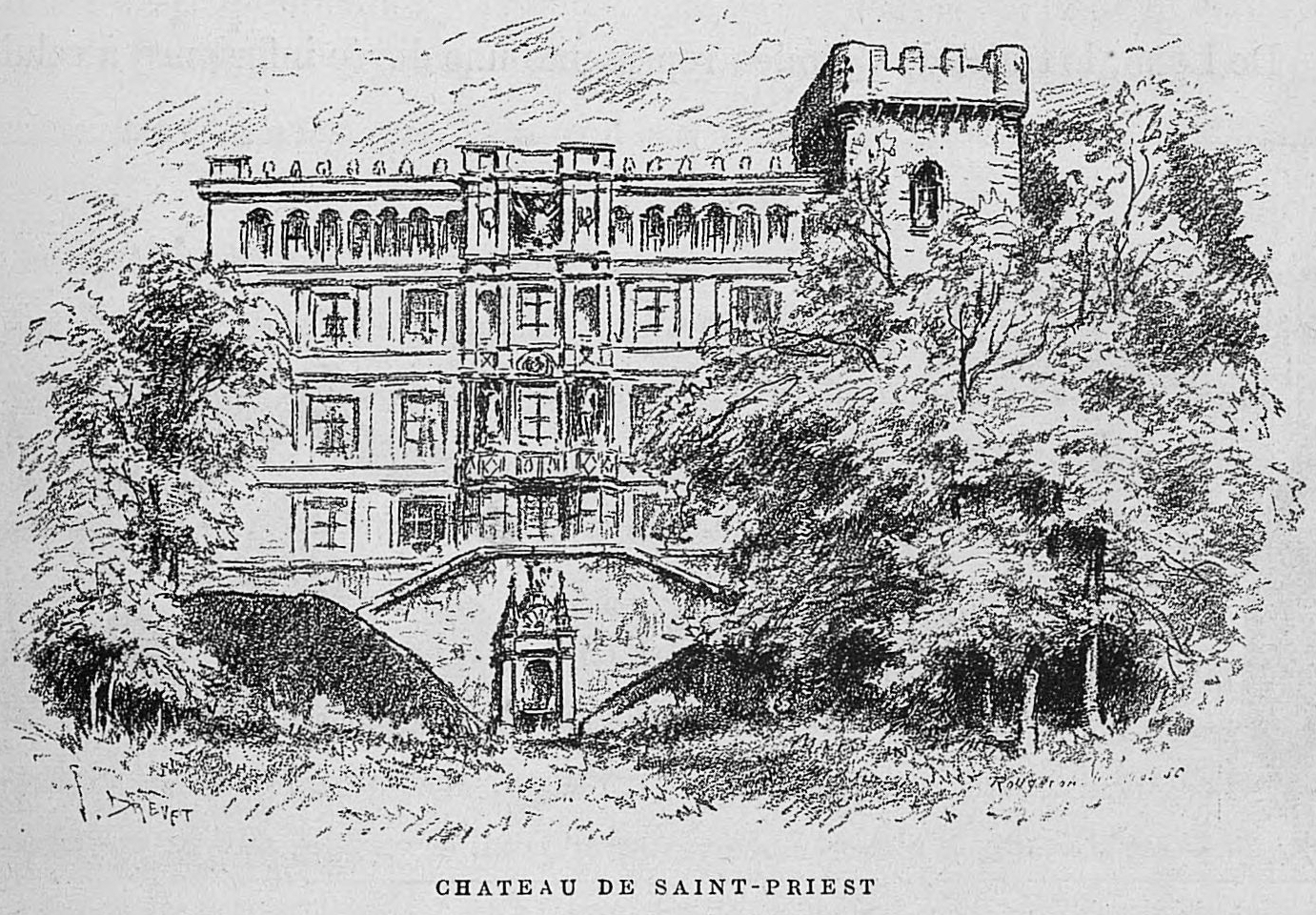
Illustration du château de Saint-Priest par Joannès Drevet en 1892.

Les vestiges d'une petite cabane, marquée par quatre trous de poteaux, témoigne de l'utilisation du site par des paysans des siècles plus tard, au Moyen Âge.
Le territoire de Saint-Priest fut une possession romaine jusqu'à sa chute au Ve siècle apr. J.-C.. Le site sera alors une possession des Burgondes puis des Francs. Au IXe siècle, il sera inclus dans le territoire de la Francie médiane, puis de la Bourgogne cisjurane jusqu'en 1032, où il deviendra une possession du Saint-Empire romain germanique. Le territoire sera ensuite brièvement une possession savoyarde avant de devenir française au XIVe siècle.

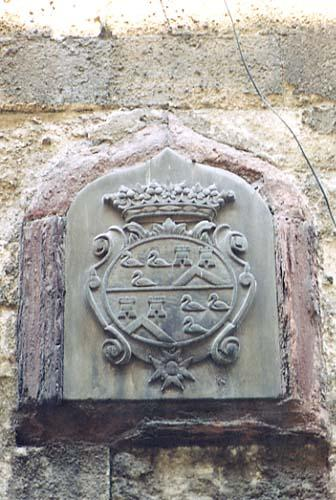
Armes de la
famille Guignard de Saint-Priest
sur l'ancien consulat français à Istanbul
Devise :
Fort et Ferme.

Au début du XIVe siècle, le fief de Saint-Priest est une possession de l'abbaye d'Ainay. Il est donné en 1336 au chevalier Humbert Richard, seigneur de Saint-Symphorien-d'Ozon et premier seigneur laïc de Saint-Priest. C'est à cette époque qu'est édifié le Château de Saint-Priest, qui n'est alors qu'une maison forte. Six autres seigneurs de la famille Richard se succéderont à la tête de la seigneurie de Saint-Priest, jusqu'à sa vente en 1645 à Jacques Guignard, chevalier, seigneur de Bellevue, président au Parlement de Metz, puis conseiller du roi et président en la Cour des aides du Dauphiné, bourgeois et prévôt des marchands de Lyon (1654-1658).
Par lettres patentes du roi prises en 1653, Louis XIV érige en sa faveur la seigneurie de Saint-Priest en vicomté. Cinq membres de la famille Guignard seront vicomtes de Saint-Priest, puis quatre seront comtes et un à nouveau vicomte. Le plus illustre des membres de la famille Guignard sera François-Emmanuel Guignard de Saint-Priest, ministre de la Maison du roi puis de l'Intérieur de Louis XVI,.

### XIXesiècle

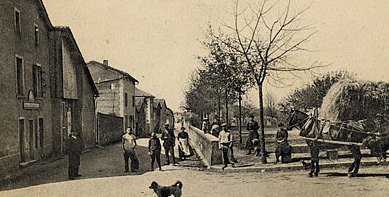
Carte postale montrant le centre du village en 1900.

Le village de Saint-Priest se développe petit à petit autour de l'église et du château, vendu en 1838 par la famille Guignard. L'ancienne mairie ainsi que l'école communale située à son rez-de-chaussée sont construites en 1842. Les quartiers du Payet, du Grisard, du Puits-Vieux et du Bessay voient le jour, constitués de maisons construites en terre, dont les encadrements sont fabriqués en bois ou en pierre molasse. Des fermes sont aussi installées dans les hameaux de Manissieux, de Mi-Plaine et de la Fouillouse. Au milieu du XIXe siècle, une ligne de chemin de fer reliant Lyon à Grenoble est créée, passant par Saint-Priest, où est édifiée la Gare en 1858. Les San-Priods vivent pour la plupart de la culture de blé, d'avoine et de seigle, du maraîchage, de la vigne et de l'élevage extensif. Le bourg dauphinois est alors un grand fournisseur de lait pour les lyonnais. La sous-traitance pour le tissage lyonnais est une activité complémentaire, pratiquée surtout dans les hameaux,. En matière industrielle, trois entreprises dominent ; Giroudière, la maison Dufour et Maret. Jusqu'à la construction de la première école de la commune, le groupe scolaire Jean-Macé en 1905, l'école du bourg était située au rez-de-chaussée de l'ancienne mairie.
Après la guerre de 1870, la commune voit, entre 1887 et 1890, la construction d'un fort militaire sur son territoire. Ouvrage de deuxième génération, il est chargé de surveiller la plaine de l'Isère, la route de Grenoble et la voie de chemin de fer reliant Lyon à Bourgoin-Jallieu. Pendant la Première Guerre mondiale, il sert de casernement, de dépôt d'armes et de munitions, et est occupé par un détachement de réservistes du 11e régiment d'artillerie,.

### XXesiècle

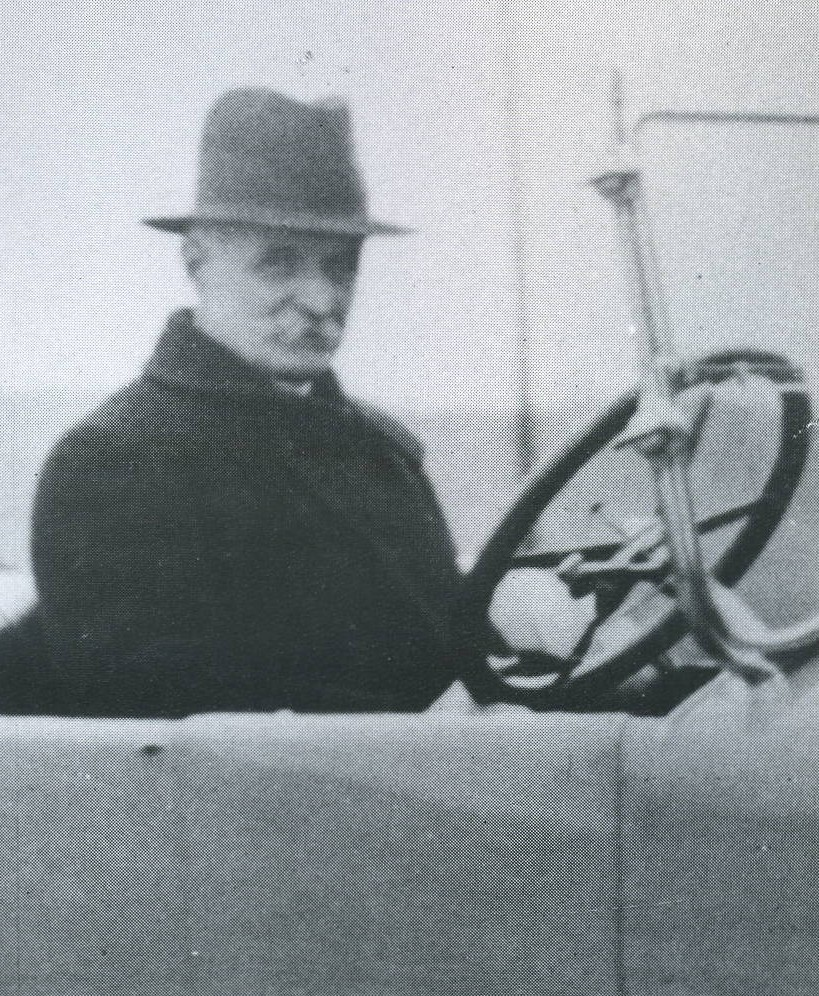
Marius Berliet au volant de l'une de ses automobiles en 1921.

Au cours du XXe siècle, la ville de Saint-Priest est passée de 2 500 à 40 000 habitants. Cette forte augmentation démographique est due à la transition du bourg dans une nouvelle période marquée par le passage de deux hommes de renom, par une forte urbanisation et par une importante immigration ; l'ère industrielle.
En 1916, Marius Berliet, constructeur automobile de la marque du même nom, entreprend la construction d'une usine ultra-moderne sur un territoire de 400 hectares à cheval sur les communes de Saint-Priest et de Vénissieux, chargée de la production de l'acier à la livraison des véhicules, modèle d'application du taylorisme,. L'industriel entreprend également la construction de la Cité Berliet dès 1919, destinée au logement du personnel et de l'encadrement de l'usine. La cité se composait alors 61 pavillons et de 3 immeubles collectifs, logeant 250 familles en 1925, tandis que l'usine employait jusqu'à 3 150 travailleurs. L'entreprise et l'usine seront rachetées par la suite par Citroën, puis par Renault Trucks. Aujourd'hui, il s'agit de l'usine la plus importante de la commune. La cité existe toujours malgré sa destruction pendant la Seconde Guerre mondiale.
Après la Première Guerre mondiale, Henri Maréchal, industriel vénissian, entreprend la construction d'une usine de tissage le long de la voie ferrée, lançant ainsi une production san-priode de toile cirée. L'entreprise de Maréchal attire ainsi des centaines d'immigrés italiens et piémontais, la plupart fuyant la montée du fascisme dans leur pays d'origine. Comme Marius Berliet avant lui, en 1936, Henri Maréchal entreprend la construction d'une cité ouvrière articulée autour du boulevard des Roses et de la rue Garibaldi, véritable modèle d'habitat intégré ; la cité Maréchal. La cité était alors composée de maisons, de chalets, d'immeubles Casermonts, du groupe scolaire Édouard Herriot et d'un château d'eau dont l'infrastructure servait de logement pour les instituteurs. Aujourd'hui, le groupe scolaire Édouard Herriot et une douzaine de villas existent toujours, le long du boulevard des Roses. Les autres lots ont été réhabilités ou détruits, comme les chalets et immeubles Casermonts démolis pendant les années 1970.

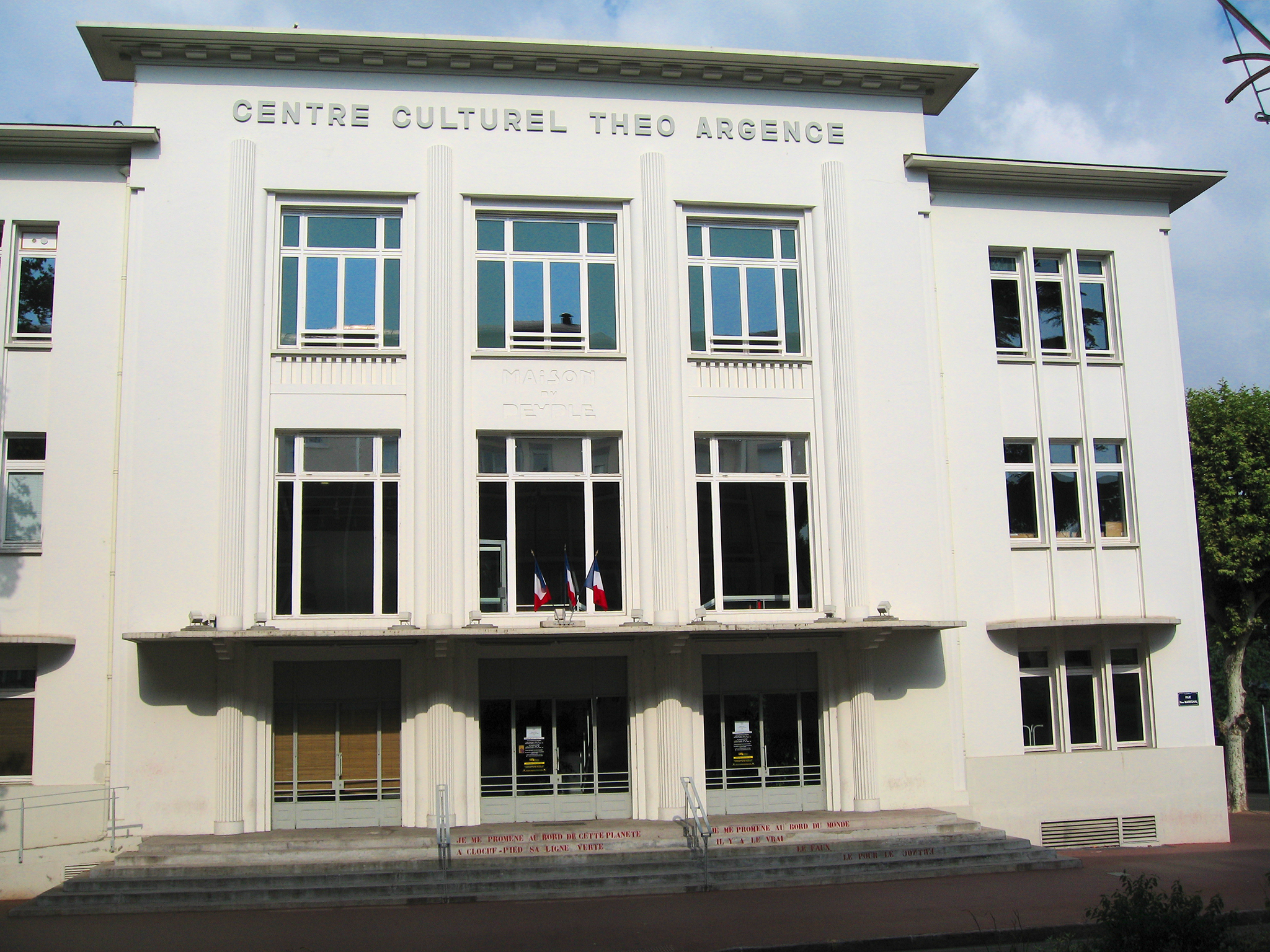
La Maison du Peuple, actuel Théâtre Théo Argence, construit par Théophile Argence dans les années 1930

La forte augmentation démographique au début des années 1920 entraîne avec elle des besoins plus importants, c'est pourquoi le socialiste Théophile Argence, maire de Saint-Priest de 1929 à 1940, dotera la ville de nombreux équipements collectifs, administratifs, résidentiels, culturels et sportifs. Pendant son mandat, il aménage de nouveaux réseaux de gaz et d'électricité, crée 26 salles de classe supplémentaires, crée une soupe populaire, fonde l'Amicale Laïque de Saint-Priest (ALSP), rachète le château de Saint-Priest et son parc, fait édifier la nouvelle mairie, la Maison du Peuple (actuel Théâtre Théo Argence), ainsi que le stade Jacques Joly. Il institue également des allocations chômage et fait construire des Habitations Bon Marché (HBM sur la place Salengro ainsi que la cité SNCF en 1938. Il est démis de ses fonctions par le régime de Vichy en 1940.
Pendant la Seconde Guerre mondiale, le château et son parc furent occupés par les soldats français jusqu'en 1942, date à laquelle il fut réquisitionné par l'armée allemande qui installa un radar dans le parc. À la Libération en 1944, il fut occupé par les armées alliées et les prisonniers de guerre. Le fort quant à lui, assurait une lutte antiaérienne, et servit de dépôt d'armes et de munitions pour les Italiens puis les Allemands de 1940 à 1944. La ville de Saint-Priest est libérée par l'armée américaine le 24 août 1944.
Si la population a doublé des années 1920 aux années 1940, ce n'est que dans les années 1960 et 1970 que Saint-Priest subi une explosion démographique, passant de 10 000 à 40 000 habitants en moins de 20 ans.
Cette explosion démographique sans précédent a nécessité une urbanisation soutenue. Dans les années 1950, le mouvement des « Castors » se développe à Revaison et à Manissieux, qui est une entraide de paysans qui construisent des zones pavillonnaires sans avoir à solliciter l'aide d'entrepreneurs.
Le 1er janvier 1968, la commune est détachée du département de l'Isère et est rattachée au département du Rhône.
Sous le mandat de Charles Ottina, de 1949 à 1972, des milliers de nouveaux logements sortent de terre. Les HBM de Théophile Argence construits en 1931, prennent le nom de HLM de Saint-Priest en 1954. Entre 1962 et 1964, la commune est dotée d'un nouveau centre-ville, regroupant 2 500 logements et de nombreux services, dont la mairie dessinée par Ottina,. De nombreuses cités HLM sont érigées, les Alpes, Diderot, Mozart, les Ormes, l'Ermitage et Bellevue sont construits durant les années 1960. La décennie suivante, ce sont les quartiers de Ménival, de la Cordière et de Bel Air qui sont érigés. Ce dernier est le plus peuplé, avec 11 000 habitants répartis en 4 sous-secteurs ; Louis Braille - Cordière (1970), Bel Air I (1970), Bel Air II (1972) et Bel Air III (1977).
Sous le mandat de Bruno Polga, de 1983 à 2003, ce sont de nouveaux équipements culturels et sportifs qui voient le jour, afin d'améliorer la qualité de vie des San-Priods. La première piscine est inaugurée ainsi que la médiathèque et le cinéma. Le boulodrome Marius Joly, le complexe sportif Mendès-France et plusieurs gymnases sont construits, tandis que l'ancienne maison du peuple devient le Centre Culturel Théo Argence et l'ancienne mairie le Conservatoire à Rayonnement Communal de Saint-Priest.

### XXIesiècle
Dès le début du nouveau millénaire, Saint-Priest entre dans une ère de perfectionnement et de modernisation de ses équipements. Le mandat de Bruno Polga s'achève avec la construction, en 2001, du Parc Technologique - zone industrielle high tech - et l'arrivée en 2003 de la ligne T2 du tramway, reliant la commune au centre-ville de Lyon.
En 2004, la construction de la ZAC des Hauts de Feuilly est entamée. Proche du Parc Technologique, il s'agit d'un quartier pavillonnaire moderne et écologique regroupant des habitations de type "développement durable".
En 2014, Gilles Gascon est élu maire de Saint-Priest, avec le soutien de l'UMP. Il s'agit du premier maire de droite de la commune, historiquement ancrée à gauche.
Le Grand Lyon disparait le 1er janvier 2015, et laisse place à la collectivité territoriale de la métropole de Lyon. La commune quitte ainsi le département du Rhône concernant la gestion départementale.
La ville entre dans une phase de restructuration de son centre-ville à travers l'opération Cœur de Saint-Priest de 2007 à 2020. Elle entame d'autres projets d'urbanisation moderne tels que la ZAC Berliet de 2010 à 2019.

## Politique et administration

### Rattachements administratifs et électoraux

Depuis 2012, Saint-Priest se trouve à la fois dans la 13e (à l'est) et la 14e circonscription législative du Rhône (à l'ouest).

À la suite de la réforme territoriale de 2014, Saint-Priest se trouve dans la région Auvergne-Rhône-Alpes depuis le 1er janvier 2016. Elle faisait partie auparavant de la région  Rhône-Alpes. À la suite de cette même réforme, la commune se situe dans la collectivité territoriale de la métropole de Lyon depuis le 1er janvier 2015,. Saint-Priest faisait alors partie du département du Rhône depuis le 1er janvier 1968, date de son détachement du département de l'Isère.
La création de la métropole de Lyon le 1er janvier 2015 a également conduit à la disparition du canton que la commune formait à elle seule, car les conseillers métropolitains sont depuis 2020 élus au cours d'élections métropolitaines. Depuis les élections législatives de 2012, Saint-Priest est divisée en deux circonscriptions législatives ; les treizièmes et quatorzièmes circonscriptions du Rhône (voir carte ci-contre). La commune se situait auparavant entièrement dans la treizième circonscription,.
Le 31 octobre 2002, huit conseils de quartiers sont créés par délibération du conseil municipal, présidé par Bruno Polga, subdivisant la commune en huit quartiers distincts. Leur objectif est avant tout de favoriser la participation des San-Priods à la vie locale et de leur permettre de participer aux projets de la municipalité ainsi que de faire des propositions de projets. Chaque conseil de quartier réunit un maximum de trente habitants, conseillers de quartiers, un coprésident élu désigné par la municipalité et un coprésident élu parmi les conseillers de quartiers,.

### Tendances politiques et résultats
Saint-Priest est une ville traditionnellement ancrée à gauche, en raison de son passé ouvrier et de la part importante qu'occupent les immigrés et descendants d'immigrés dans la population de la commune. Il s'agit ici d'un point commun qu'elle partage avec la plupart des villes de l'Est lyonnais. Ainsi, de 1929 à 2014, la mairie de Saint-Priest a été dirigée uniquement par des maires de gauche, sauf pendant le régime de Vichy qui a vu un maire d'extrême-droite diriger la commune.
Malgré un ancrage important du Parti socialiste à Saint-Priest, le poids de la gauche sur la politique dans la commune est devenu fragile depuis la nomination de Martine David à la fonction de maire en 2003. Ainsi, la droite a remporté les législatives de 2007 et les européennes de 2009 à Saint-Priest, ainsi que les législatives de 2012 dans la treizième circonscription. Résultat du recul de popularité de la gauche, au cours des mandats de Martine David à l'échelle locale et de François Hollande à l'échelle nationale, Gilles Gascon est élu maire de Saint-Priest avec l'UMP en 2014 face à Martine David et Sandrine Ligout, devenant ainsi le premier maire de droite de la commune. Il est ensuite réélu lors des élections municipales de 2020 dès le premier tour.
Saint-Priest, comme d'autres villes de banlieue en France, est un terrain assez favorable à la montée de l'extrême-droite. Il s'agit d'ailleurs d'une des communes de la circonscription départementale du Rhône où le vote FN est le plus développé. Ainsi, lors des cantonales de 2011, le candidat frontiste André Pozzi est parvenu à recueillir 32,3 % des voix au premier tour, puis 41,5 % au second tour, derrière la candidate socialiste, Évelyne Fontaine. Lors du premier tour des municipales de 2014, la candidate du Front national, Sandrine Ligout, et le candidat dissident d'extrême-droite André Pozzi, recueillent à eux deux plus de 25 % des voix. Lors des européennes de 2014, la liste dirigée par Jean-Marie Le Pen arrive également en tête. L'absence d'un candidat frontiste aux élections municipales de 2020 et le faible score de Rémi Berthoux aux élections métropolitaines la même année semblent toutefois annoncer un recul.
Lors du premier tour de l'élection présidentielle de 2017, le candidat de la France insoumise (FI), Jean-Luc Mélenchon, arrive en tête à Saint-Priest en recueillant 24,5 % des voix, devant Marine Le Pen (FN, 23,1 %), Emmanuel Macron (EM, 22,2 %) et François Fillon (LR, 15,3 %).
Ces deux partis sont toujours dominants à Saint-Priest aux élections européennes du 9 juin 2024, le parti au pouvoir chutant pour n'arriver que 3e avec 11,16% (contre 21,17% en 2019),, derrière  le Rassemblement national (29,89% contre 25,23% en 2019) et LFI (24,45% contre 8,19% en 2019), PS-Place publique (9,57% contre 21,17% en 2019), terminant 4ème.
Ci-dessous se trouve un tableau récapitulant les résultats des scrutins à Saint-Priest depuis 2000 :

### Administration municipale

Composition actuelle du conseil municipal en fonction de la nuance politique de chaque liste
NI : 1 siège
EELV : 2 sièges
PS/DVG : 2 sièges
LREM : 1 siège
LR/DVD : 37 sièges

Lors du premier tour de l'élection municipale de 2020 à Saint-Priest, marquée par un taux d'abstention record de 68,4%, en partie due à la première vague de la pandémie de Covid-19, la liste menée par le maire sortant, Gilles Gascon (LR), a été réélue en récoltant 64,4 % des voix exprimées, pour seulement 19,5% des voix des personnes inscrites.
Deux listes de gauche et écologistes ont récolté plus de 10% des voix exprimées : celle menée par Wafia Zak (13,7 % - LFI/EELV/G.s/PCF/DVG) et celle menée par Philippe Rolland (11,4 % - PS/DVG). La liste menée par Izzet Doganel (LREM) a récolté 8,4 % des voix et celle menée par Jean-Charles Fagnou (LO) 2,1 %.
Cette élection s'est également déroulée pour la première fois en même temps que les premières élections métropolitaines, marquées par une forte montée du vote vert.
Le conseil municipal san-priod est composé de 43 personnes élues, parmi lesquelles : le maire, 13 adjointes et adjoints, 23 conseillères et conseillers municipaux de la majorité municipale et 6 conseillères et conseillers municipaux d'opposition. En juin 2021, Wafia Zak quitte le groupe Alliance citoyenne pour la transition écologique et sociale (ACTES), siégeant dès lors en tant que non-inscrite et menant ainsi à la création du groupe Les Écologistes

### Liste des maires
Depuis 1790, 40 maires se sont succédé à la tête de Saint-Priest,.
Ci-dessous se trouvent la liste des maires de Saint-Priest depuis 1925, et de 1790 à 1925 :
| Liste des maires de Saint-Priest depuis 1925 | Liste des maires de Saint-Priest depuis 1925 | Liste des maires de Saint-Priest depuis 1925 | Liste des maires de Saint-Priest depuis 1925 | Liste des maires de Saint-Priest depuis 1925 | Liste des maires de Saint-Priest depuis 1925 | Liste des maires de Saint-Priest depuis 1925                        |
| Période                                      | Période                                      | Période                                      | Identité                                     | Étiquette                                    | Durée du mandat                              | Qualité                                                             |
| -------------------------------------------- | -------------------------------------------- | -------------------------------------------- | -------------------------------------------- | -------------------------------------------- | -------------------------------------------- | ------------------------------------------------------------------- |
|                                              | 2014                                         | en cours                                     | Gilles Gascon                                | UMP / LR                                     | en cours                                     | Chef d'entreprise – conseiller métropolitain, conseiller régional   |
|                                              | 2003                                         | 2014                                         | Martine David                                | PS                                           | 11 ans                                       | Secrétaire de direction – députée                                   |
|                                              | 1983                                         | 2003                                         | Bruno Polga                                  | PS                                           | 20 ans                                       | Conseiller général du canton de Saint-Priest (1985-2011)            |
|                                              | 1977                                         | 1983                                         | Louis Gireau                                 | PS                                           | 6 ans                                        |                                                                     |
|                                              | 1972                                         | 1977                                         | Marius Joly                                  | DVG                                          | 5 ans                                        |                                                                     |
|                                              | 1949                                         | 1972                                         | Charles Ottina                               | PR / FGDS                                    | 23 ans                                       |                                                                     |
|                                              | 1946                                         | 1949                                         | Étienne Vourlat                              | DVG                                          | 3 ans                                        |                                                                     |
|                                              | 1945                                         | 1946                                         | Ulysse Cœur                                  | DVG                                          | 1 an                                         |                                                                     |
|                                              | 1940                                         | 1945                                         | Clément Payet-Burin                          | PDP                                          | 5 ans                                        | Conseiller général du canton de Saint-Symphorien-d'Ozon (1937-1940) |
|                                              | 1929                                         | 1940                                         | Théophile Argence                            | SFIO                                         | 11 ans                                       |                                                                     |
|                                              | 1925                                         | 1929                                         | Pierre Berlioz-Benier                        | PR                                           | 4 ans                                        | Propriétaire-cultivateur                                            |

### Jumelages
En 1963, a été signé par Charles de Gaulle et Konrad Adenauer le traité de l'Élysée, scellant l'amitié franco-allemande. Ainsi, le maire de Saint-Priest, Charles Ottina et le bourgmestre de Mühlheim am Main, Werner Grasmück, ont signé un traité de jumelage entre les deux communes en 1966,. Depuis, de nombreux échanges ont lieu entre les habitants et les dirigeants des deux communes jumelles, toutes deux situées en banlieue d'une grande ville, Mühlheim étant située à 10 kilomètres de Frankfurt am Main. Une rue san-priode a par ailleurs été baptisée rue de Mühlheim, dans le quartier de Revaison.
 Les deux communes jumelles se sont, par la suite, engagées dans un projet de coopération décentralisée avec la commune urbaine de Nouna, au Burkina Faso. C'est dans la commune burkinabée qu'a été signée la convention de coopération entre Martine David, Bernd Müller et Marianne Fofana, le 12 février 2009,,.
 La commune a été également jumelée avec la ville italienne d'Arezzo, une rue san-priode située à Revaison portant par ailleurs le nom de rue d'Arezzo.
 Elle a aussi été au cœur d'un autre projet de coopération décentralisé envers la commune de San Martín de Porres (Pérou), mené conjointement avec Mühlheim am Main, et aujourd'hui achevé.

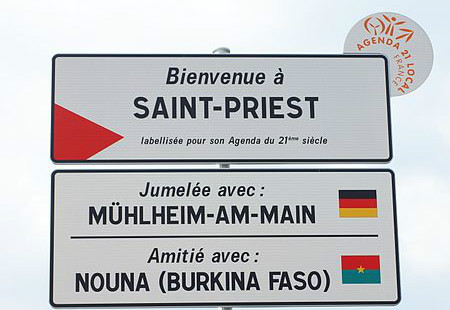
Jumelages
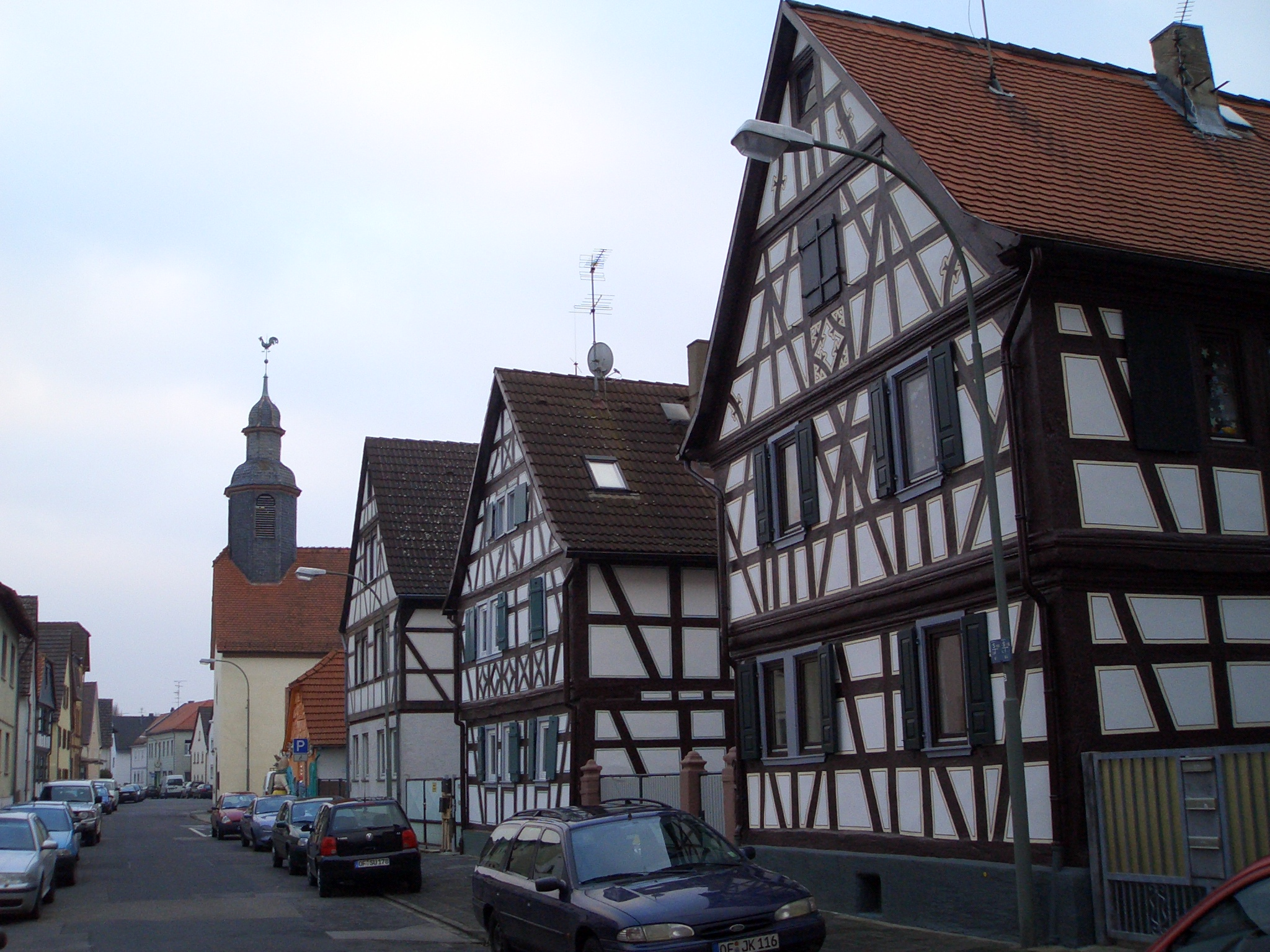
Mühlheim am Main
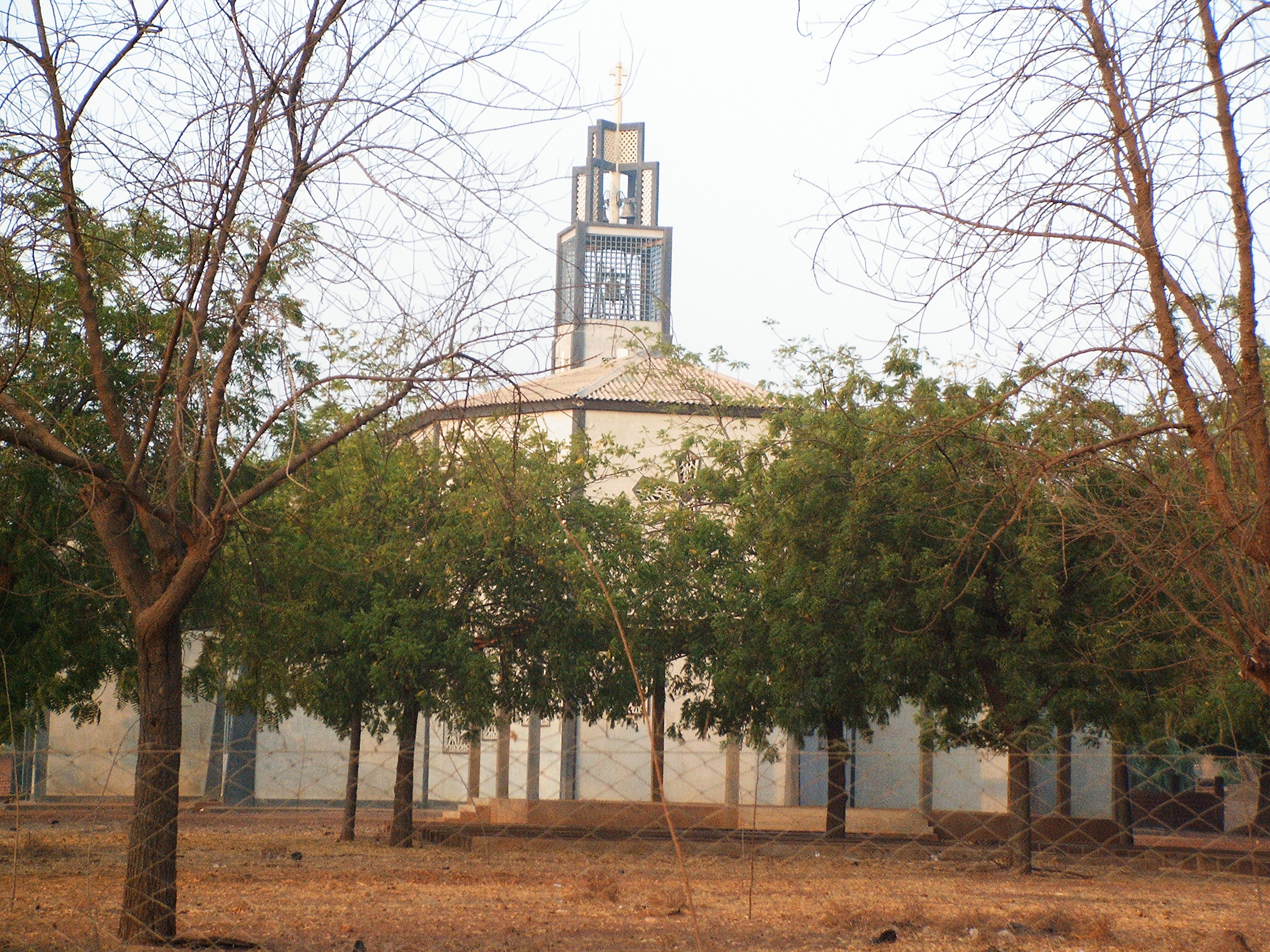
Nouna

## Équipements et services publics
En 2024, des travaux commencent dans l'Ouest de la commune, déstinés à apporter le Réseau de Chaleur Urbain (RCU) Jusqu'au Centre-ville et au quartier Bel-Air. Ces aménagements sont censés prendre fin en 2027.

## Population et société

### Démographie

#### Évolution démographique
L'évolution du nombre d'habitants est connue à travers les recensements de la population effectués dans la commune depuis 1793. Pour les communes de plus de 10 000 habitants les recensements ont lieu chaque année à la suite d'une enquête par sondage auprès d'un échantillon d'adresses représentant 8 % de leurs logements, contrairement aux autres communes qui ont un recensement réel tous les cinq ans,.

En 2022, la commune comptait 49 193 habitants, en évolution de +7,31 % par rapport à 2016 (Rhône : +3,93 %, France hors Mayotte : +2,11 %).
| 1793  | 1800  | 1806  | 1821  | 1831  | 1836  | 1841  | 1846  | 1851  |
| ----- | ----- | ----- | ----- | ----- | ----- | ----- | ----- | ----- |
| 1 100 | 1 210 | 1 253 | 1 489 | 1 718 | 1 854 | 1 981 | 2 152 | 2 209 |

| 1856  | 1861  | 1866  | 1872  | 1876  | 1881  | 1886  | 1891  | 1896  |
| ----- | ----- | ----- | ----- | ----- | ----- | ----- | ----- | ----- |
| 2 312 | 2 428 | 2 518 | 2 475 | 2 506 | 2 410 | 2 724 | 2 387 | 2 584 |

| 1901  | 1906  | 1911  | 1921  | 1926  | 1931  | 1936  | 1946  | 1954  |
| ----- | ----- | ----- | ----- | ----- | ----- | ----- | ----- | ----- |
| 2 577 | 2 608 | 2 543 | 2 704 | 4 268 | 5 957 | 5 336 | 5 673 | 7 115 |

| 1962   | 1968   | 1975   | 1982   | 1990   | 1999   | 2006   | 2011   | 2016   |
| ------ | ------ | ------ | ------ | ------ | ------ | ------ | ------ | ------ |
| 10 681 | 20 419 | 36 734 | 42 677 | 41 876 | 40 974 | 40 746 | 42 535 | 45 844 |

| 2021   | 2022   | - | - | - | - | - | - | - |
| ------ | ------ | - | - | - | - | - | - | - |
| 48 822 | 49 193 | - | - | - | - | - | - | - |

#### Pyramide des âges
La population de la commune est relativement jeune.
En 2018, le taux de personnes d'un âge inférieur à 30 ans s'élève à 41,4 %, soit au-dessus de la moyenne départementale (40,2 %). À l'inverse, le taux de personnes d'âge supérieur à 60 ans est de 20,3 % la même année, alors qu'il est de 21,9 % au niveau départemental.
En 2018, la commune comptait 22 697 hommes pour 23 813 femmes, soit un taux de 51,20 % de femmes, légèrement inférieur au taux départemental (51,92 %).
Les pyramides des âges de la commune et du département s'établissent comme suit.
| Hommes | Classe d’âge | Femmes |
| ------ | ------------ | ------ |
| 0,4    | 90 ou +      | 0,7    |
| 6,3    | 75-89 ans    | 8,1    |
| 11,6   | 60-74 ans    | 13,2   |
| 18,1   | 45-59 ans    | 18,0   |
| 20,8   | 30-44 ans    | 19,8   |
| 18,8   | 15-29 ans    | 18,0   |
| 23,9   | 0-14 ans     | 22,1   |

| Hommes | Classe d’âge | Femmes |
| ------ | ------------ | ------ |
| 0,7    | 90 ou +      | 1,7    |
| 6,2    | 75-89 ans    | 8,4    |
| 13     | 60-74 ans    | 14,2   |
| 18,4   | 45-59 ans    | 17,7   |
| 20,3   | 30-44 ans    | 19,5   |
| 21,8   | 15-29 ans    | 21,1   |
| 19,6   | 0-14 ans     | 17,4   |

### Enseignement

#### Enseignement primaire et secondaire
Saint-Priest est située dans l’académie de Lyon. Elle compte de nombreux établissements scolaires, allant de l'école maternelle à l'université grâce à la présence du campus de l'Université Lumière-Lyon-II au niveau de Porte des Alpes.
Les San-Priods disposent de quinze groupes scolaires publics et d'un groupe scolaire privé :
La commune dispose aussi de trois collèges publics, d'un collège privé, d'un lycée public d'enseignement général et technologique accueillant aussi des BTS, et d'un lycée public d'enseignement professionnel :
Les San-Priods bénéficient depuis la rentrée 2017 d'un collège privé catholique La Xavière qui propose les classes de sixième jusqu'à la troisième à Manissieux,.

#### Enseignement supérieur
Saint-Priest abrite avec la commune voisine de Bron, le campus Porte des Alpes, l'un des deux campus de l'université Lumière-Lyon-II.

Le campus se compose de 14 amphithéâtres, de plusieurs salles de cours et de musique, de salles informatique, de deux terrains de football et de rugby, de terrains de tennis, de deux gymmnases, d'un restaurant universitaire et de plusieurs cafétérias.

Entrée principale du campus Porte des Alpes de l'Université Lyon 2 situé à Bron et Saint-Priest

Fort de ses équipements, le campus abrite :
- UFR des lettres, des sciences du langage et des arts (LESLA)
- UFR Temps et territoires (TT)
- UFR des langues
- UFR de droit et science politique
- UFR d'anthropologie, de sociologie et de science politique (ASSP)
- Institut universitaire de technologie (IUT) Lumière
- Institut de la communication (ICOM)
- Institut de psychologie
- Département AES
- Service de coordination interdisciplinaire pour les métiers de l'éducation et de la formation (SIMEF)

#### Vie étudiante
La étudiants disposent de deux résidences étudiantes situées en centre-ville, proposant 254 logements du studio au T5.
La commune dispose également d'un Bureau information jeunesse (BIJ), qui est un service municipal dont le but est d'aider les jeunes jusqu'à 26 ans dans plusieurs domaines différents,.

### Vie culturelle

#### Lieux d'activités culturelles
La ville de Saint-Priest est connue pour son fort dynamisme culturel et associatif. Depuis le mandat de Théophile Argence, Saint-Priest est devenue une référence en ce qui concerne les manifestations et équipements culturels au niveau régional, du fait du nombre, de la diversité et de la qualité de ceux-ci.
Un des principaux pôles culturels de la commune est le Théâtre Théo Argence (TTA), anciennement connu sous le nom de Centre Culturel Théo Argence (CCTA),. Équipé d'une grande salle de 650 places et d'une seconde pouvant accueillir 100 spectateurs, le théâtre se trouve dans les murs de la Maison du Peuple, ancienne mairie située en centre-ville et construite sous le mandat de Théophile Argence en 1930. Véritable moteur culturel, le théâtre propose à chaque saison un panel de représentations très diverses, regroupant aussi bien des pièces de théâtre que des galas de danse, des one-man shows, des concerts de musique et d'autres genres de représentations artistiques. Étant une propriété de la mairie, le théâtre a pour mission d'offrir aux San-Priods une saison ouverte à tous. Toutefois, cela ne l'empêche pas d'accueillir des artistes à renommée nationale, comme Maurane, Élie Semoun, Patrick Bruel ou Cœur de Pirate, ainsi qu'un concours international de piano en 2017,,,
La commune abrite le Conservatoire à Rayonnement Communal (CRC) de musique et théâtre de Saint-Priest. Créé en 1972, l'établissement réunit 870 élèves et une équipé éducative de 36 enseignants. Installée dans l'Ancienne Mairie, au cœur du village, place Bruno-Polga, le conservatoire produit chaque année 80 concerts, attire 13 000 spectateurs et 100 000 visiteurs. En lien avec le collège Colette, le conservatoire a créé 4 classes CHAM regroupant 85 élèves. Placé sous la direction de la pianiste Béatrice Quoniam-Chauvel, l'établissement est riche de sept départements différents, de la musique à l'école (qui concerne 4 800 élèves san-priods de primaire et maternelle ainsi qu'une équipe de musiciens intervenants) aux musiques actuelles, en passant par le théâtre et le chant, la formation musicale et les instruments polyphoniques, à cordes ou à vent. Fort de ces enseignements divers et de ses enseignants diplômés, le conservatoire ambitionne aujourd'hui d'obtenir un rayonnement départemental,,.
Située au centre-ville de Saint-Priest, sur la place Charles-Ottina, la Médiathèque François-Mitterrand est un atout dans l'affirmation du dynamisme culturel san-priod. Celle-ci e été créée en 1979 sous le nom de Bibliothèque du Village et est devenue une médiathèque en 1987. Elle compile 250 000 documents au total, dont 115 000 livres dans sa bibliothèque, 26 000 CD dans sa discothèque et 7 000 DVD dans sa vidéothèque. La médiathèque compte plus de 5 000 adhérents qui empruntent chaque année plus de 230 000 documents. Depuis 2006, une cyber-base est accessible au public, visant à découvrir le monde de l'informatique. En 2012, c'est une artothèque qui est créée. Basée sur le même principe que la médiathèque, elle abrite près de 1 000 œuvres destinées à être exposées et empruntées, par le public.
Créée en 1962, la Maison des Jeunes et de la Culture (MJC) Jean-Cocteau est un moteur de la vie associative populaire à Saint-Priest. Située au cœur du quartier urbain de Bel-Air, la MJC propose à ses adhérents une trentaine d'activités différentes allant du théâtre à la capoeira, en passant par la sophrologie ou l'enseignement du chinois. L'établissement dispose d'une salle de spectacle dite salle Cocteau, d'une capacité de 100 places.
Depuis 1989, la commune de Saint-Priest dispose d'un cinéma comprenant deux salles de projection. Anciennement appelé Ciné 89, il s'agit aujourd'hui du Cinéma Le Scénario. L'établissement est en partie privatisé.
Redevenu propriété de la ville le 1er janvier 2017, le château de Saint-Priest est, en plus de son importance dans le patrimoine historique de la ville, un haut lieu culturel de la commune. De nombreuses expositions, concerts et animations y prennent place tout au long de l'année.

#### Sculptures urbaines
Lieu très réceptif à toute forme artistique, on trouve dans les rues de Saint-Priest de nombreuses sculptures contemporaines réalisées par des artistes venant du monde entier.

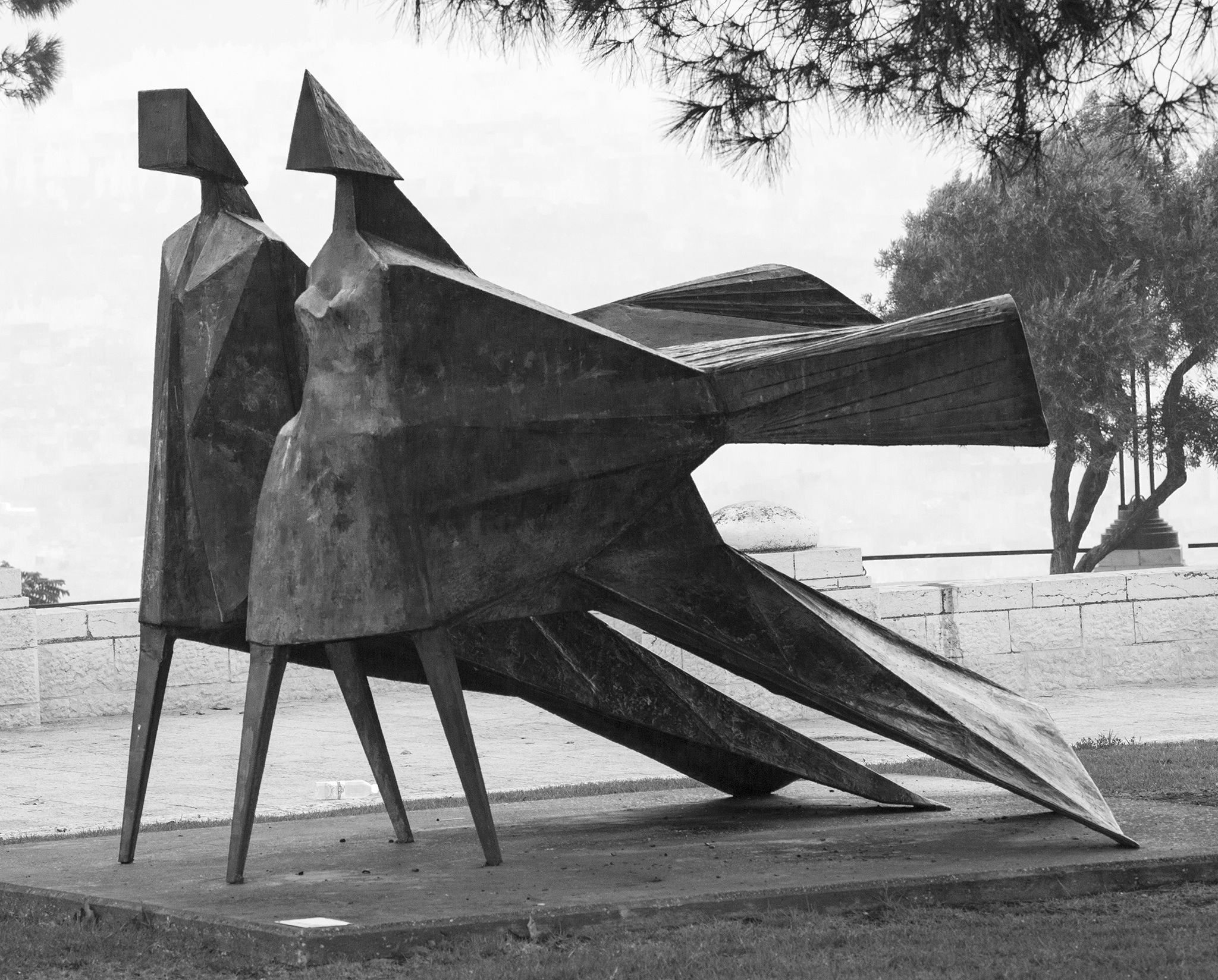
Autre version du Walking Couple de Lynn Chadwick, ici à Jérusalem.

Au cœur du parc du château, sur la voie menant à la façade Renaissance du bâtiment, se trouve une sculpture contemporaine en bronze réalisée en 1977 par Lynn Chadwick et intitulée Le couple en marche (Walking Couple). L'œuvre représente un couple aux traits géométriques et à l'allure noble, marchant tout en s'éloignant du château.
Un ensemble de sculptures en acier représentant des sportifs et leurs- muscles en action est installé sur le rond-point des Droits de l'Homme. Il s'agit d'une œuvre de François Lavrat, intitulée Les sportifs et créée en 2000.
Installée au sein du Square du Chat, dans le quartier urbain de la Gare, se trouve une sculpture contemporaine réalisée par Jean-Philippe Aubanel. Créée en 1989 dans le cadre des actions issues de Banlieue 89, elle est intitulée Le chat rouge.
Une œuvre tout aussi remarquable se trouve sur la place des Nations Unies, devant le Lycée Condorcet, au cœur du centre-ville. Il s'agit du Mémorial de la Paix, conçu en 2007 par Daniele Bragoni (lb). Ensemble de sculptures de marbre représentant la Terre, les continents, la France et le temps, il s'agit d'un lieu urbain d'échange et utilisé lors de cérémonies commémoratives, comme lors de celles du 8 mai et du 11 novembre.

#### Manifestations et festivités
Reconnue pour son dynamisme culturel et associatif, il se déroule à Saint-Priest de nombreux événements qui ponctuent la vie de la commune. Ci-dessous se trouvent les principales manifestations culturelles qui s'y déroulent :
- la foire aux plantes rares. Il s'agit d'une foire annuelle qui se déroule au début du printemps dans le parc du château. Une centaine de paysagistes, producteurs et artisans venus de tout le pays viennent y exposer leurs productions de plantes rares. Le rendez-vous rassemble tous les ans environ 10 000 visiteurs[183]. Créée en 1988, il s'agit de la plus ancienne et la plus importante fête des plantes en Auvergne-Rhône-Alpes[184],[185].
- le festival Music en Ciel. Il s'agit d'un festival urbain de musique pop, rock et folk qui se déroule tous les ans au début de l'été, après la Fête de la musique, également célébrée à Saint-Priest tous les ans le 21 juin. Le festival, organisé en plein air sur la place Ferdinand-Buisson, réunit des artistes à notoriété nationale et organise un tremplin musical permettant chaque année à un artiste ou un groupe de se produire sur scène. L'événement a déjà accueilli des artistes tels que Imany, Rover, Charles Pasi, Yuri Buenaventura ou Pony Pony Run Run[186].
- la foire d'automne. Organisée tous les ans au début de l'automne, il s'agit d'un rendez-vous traditionnel san-priod qui réunit chaque année environ 400 exposants pour plus de 10 000 visiteurs. L'événement a fêté ses 70 ans en 2016 avec l'organisation d'une grande fête de la batteuse place Roger-Salengro. La foire réunit marchands, agriculteurs et forains, et est argumenté de représentations de danse, d'expositions de voitures de collections, d'attractions et de braderies de livres de la médiathèque municipale. L'objectif de cet événement est de renouer avec le passé agricole de la commune, qui compte encore aujourd'hui de nombreuses exploitations agricoles[187].
- le festival Lumière. Il s'agit d'un festival de cinéma lyonnais organisé tous les ans en octobre en l'honneur des Frères Lumière. Saint-Priest y participe en projetant des films sélectionnés par le festival au cinéma Le Scénario. Des acteurs et cinéastes sont également invités aux projections. Ainsi, le cinéma san-priod a reçu les visites de Jacques Bral, Hippolyte Girardot, Eric Guirardo, Vincent Perez, Laurent Gerra, Philippe Morier-Genoud et Léa Drucker depuis la création du festival[188].
- la fête des Lumières. Il s'agit d'une fête lyonnaise célébrée tous les ans le 8 décembre en hommage à la Vierge Marie. Saint-Priest présente à l'occasion de cette fête de nombreux spectacles et animations un peu de partout sur le territoire de la commune. Le spectacle principal se déroule au château, tandis que des défilés de lampions sont organisés dans tous les quartiers et hameaux de la commune[189]. La Fête des Lumières marque également l'inauguration annuelle du Marché de Noël san-priod qui réunit chalets hivernaux d'exposition, animations et patinoire éphémère sur la place Ferdinand-Buisson pendant 10 jours avant le début de l'hiver[190].

Tous les deux ans, la MJC Jean-Cocteau et le Conservatoire de Saint-Priest participent à la Biennale de la danse de Lyon, festival de danse contemporaine qui réunit des centaines d'artistes à Lyon.

### Cultes
Saint-Priest dispose de plusieurs lieux de cultes, de plusieurs religions différentes.
Les San-Priods disposent de trois églises catholiques :
- l'église de Saint-Priest, dite église du Village ;
- l'église Sainte-Marguerite, dite église de Manissieux ;
- l'église moderne Notre-Dame-de-la-Paix.

Ils disposent également d'une église évangélique protestante située rue de Provence.
Ainsi que d'une mosquée située rue des Lys.
La commune dispose de deux cimetières. Celui de Manissieux dispose depuis 2011 d'un carré musulman.

### Cadre de vie et environnement
Les milieux naturels et agricoles sont localisés à l'est de la commune, ainsi que sur le secteur nouvellement aménagé de la forêt de Feuilly, au niveau du parc technologique.
Les milieux agricoles sont essentiellement composés de grandes cultures présentant une faible biodiversité. Seules quelques prairies de fauche et de pâturage sont encore présentes dans la commune. Elles constituent des lieux de gagnage pour l'avifaune locale.
On notera la présence de quelques reliques de pelouses sèches abritant des orchidées (orchis bouc essentiellement) à l'extrémité est de la commune (secteur de La Fouillouse). Les milieux boisés sont peu présents, essentiellement sous la forme de bosquets ou de petits bois. Les boisements les plus importants sont la forêt de Feuilly, le bois du Fort, le bois de Manissieux.
En 2014, la commune de Saint-Priest bénéficie du label « ville fleurie » avec « trois fleurs » attribuées par le Conseil national des villes et villages fleuris de France au concours des villes et villages fleuris.

### Santé
Située rue de la Cordière, la polyclinique Pasteur fut construite en 1968 puis a été démolie en 2011. L'établissement rattaché au groupe Est des hospices civils de Lyon comptait 130 lits et était spécialisé dans la gynécologie obstétrique. Les services offerts par la clinique ont été transférés à l'Hôpital Femme-Mère-Enfant, dans la commune voisine de Bron.
La commune dispose depuis 2009 d'un autre établissement hospitalier sur son territoire, l'hôpital privé de l'Est lyonnais. Situé rue André Lwoff, dans la zone du Champ-du-Pont entre le Parc technologique et Porte des Alpes, il est la propriété de Noalys. L'établissement dispose de 189 lits et de nombreuses spécialités grâce à ses 8 pôles d'activité différents (urgences, médecine, chirurgie, soins de suite et de réadaptation, soins palliatifs, médecine du sport, imagerie médicale et ophtalmologie).
Deux établissements d'hébergement pour personnes âgées dépendantes privés se sont implantés sur le territoire san-priod (Les Alizés, d'une capacité de 82 lits, et la Résidence Le Château, d'une capacité de 60 lits,).
Les San-Priods ont accès à de nombreux autres établissements de santé sur le territoire de la commune (centre médico-psychologique, soins à domicile pour personnes âgées ou handicapées, point de prévention des conduites à risques, etc.).
De nombreux San-Priods bénéficient également de soins de qualité grâce à la proximité de la commune avec les établissements hospitaliers et cabinets médicaux lyonnais (Lyon était classée à la tête des villes où l'on est le mieux soigné en France, selon Impact Médecine).

### Sports
Saint-Priest est l'une des villes les plus sportives de France. En effet, elle compte près de 10 000 licenciés dans 90 clubs sportifs différents, une trentaine d'équipements sportifs, une école des sports et de nombreux événements sportifs qui ponctuent régulièrement la vie san-priode, attirant des personnes venues du monde entier.

#### Équipements sportifs
La commune de Saint-Priest dispose de 4 stades différents :
- le stade Jacques-Joly, d'une capacité de 600 places.
- le stade Pierre-Mendès-France, d'une capacité de 450 places.
- le stade Jean-Bouin.
- le stade de Manissieux.

La ville possède également 7 gymnases :
- le gymnase municipal, avec une grande salle avec plancher bois et tribunes fixes, bureaux et une structure d'escalade.
- le gymnase Condorcet, avec une grande salle avec tribunes fixes, une salle polyvalente et un stand de tir.
- le gymnase Colette, avec une grande salle avec tribunes mobiles et une salle spécialisée pour la lutte.
- le gymnase François-Arnaud, avec une grande salle avec tribunes fixes, un dojo et deux salles polyvalentes.
- le gymnase Gérard-Philipe, avec une grande salle.
- le gymnase Hector-Berlioz, avec une grande salle spécialisée pour la gymnastique et l'escalade.
- le gymnase Jacques-Brel, avec une grande salle et une salle polyvalente.

Les San-Priods ont également accès à 3 piscines municipales, :
- le centre nautique Pierre Mendès France, qui comporte 1 000 m2 de bassins, une pataugeoire, un toboggan et une lagune extérieure.
- la piscine Ulysse-Cœur, piscine d'été qui comporte 725 m2 de bassins, un pentagliss, un solarium et un espace multisports.
- la piscine Caneton, réservée aux associations et aux groupes scolaires, elle comporte 375 m2 de bassins.

La ville de Saint-Priest dispose également de deux clubs de tennis, soit au total 11 courts d'entraînement extérieurs, 3 courts couverts et 1 mur d'entraînement. Un centre équestre de 1 000 adhérents est présent dans la commune, avec 2 manèges couverts, et 1 manège extérieur pour 80 chevaux et poneys. On peut aussi noter les présences du boulodrome Marius-Joly qui met à disposition 8 jeux couverts avec tribunes, du terrain de Revaison pour le baseball, d'une salle de tennis de table, d'une salle de musculation municipale, et d'une aire de tir à l'arc équipé de 15 cibles.
Dans le parc du fort, on trouve également un parcours de santé long de 1,7 km et une piste de bicross, ainsi que le mur d'escalade Adrien Garioud haut de 13 mètres et large de 50 mètres.

#### Associations et clubs sportifs
La commune de Saint-Priest compte plus de 60 associations sportives, dans de nombreuses disciplines différentes. Le Carrefour des Associations, début septembre, réunit plus d'une centaine d'associations sportives, culturelles ou citoyennes venues présenter leurs activités proposées en début d'année scolaire. L'évènement se tient dans le parc du château, ou à l'Espace Mosaïque chaque année.
L'amicale laïque de Saint-Priest (ALSP) est la plus ancienne association sportive san-priode, fondée en 1930 sous l'influence de Théophile Argence. Aujourd'hui, l'amicale laïque s'est diversifiée en six disciplines différentes ; le twirling bâton, la course d'orientation, le volley-ball, la natation, le tir à l'arc et le basket-ball.
Le Stade auto lyonnais (SAL) est la deuxième association sportive en nombre de licenciés à Saint-Priest. Fondée en 1945, elle s'est diversifiée en quatre disciplines différentes ; le rugby, la natation, le tennis et la pétanque.
Voici une liste non exhaustive des meilleurs clubs san-priods dans chaque sport :
- Rugby à XV : le Saint Priest Rugby, évoluant au Stade Pierre Mendès-France, équipe fanion en Fédérale 2[215].
- football : l'Association Sportive de Saint-Priest (ASSP), évoluant au Stade Jacques Joly, équipe fanion en CFA 2[216].
- basket-ball : l'Amicale Laïque de Saint-Priest Basket (ALSP), évoluant principalement au Gymnase Municipal, équipe fanion en Nationale 3[217].
- baseball : les Devils de Bron Saint-Priest, évoluant au Terrain de Revaison, équipe fanion en Nationale 1[218].
- Handball : le SPHB, Saint-Priest Handball, évoluant au Gymnase Condorcet, équipe fanion en Nationale 2.

#### Événements sportifs
Saint-Priest est une ville connue et reconnue comme étant une ville dynamique et sportive. De nombreux événements sportifs nationaux ou internationaux ont lieu dans la commune :
- les Foulées San-Priotes organisées fin février sont des courses pédestres qui ont lieu sur le territoire de la commune. Un semi-marathon, un 10 km et un 5,8 km peuvent alors être parcourus. Les foulées attirent chaque année plus de 1 800 de coureurs venus du monde entier[219],[220].
- le Raid Urbain, organisé le deuxième samedi de juin, il s'agit d'une course d'orientation multisport. Les équipes se déplacent en run and bike et doivent trouver un certain nombre de balises dans un temps imparti. La course divisée en trois parcours (urbain, junior et famille) réunit chaque année environ 800 raideurs qui se disputent la victoire autour d'épreuves de canoë-kayak, de tir à l'arc, de basket-ball, de pétanque, de tir à la carabine, et d'autres disciplines renouvelées à chaque édition depuis 1998[221],[222].
- le cross des Myriades, reconnu comme le plus grand cross country du Sud-Est de la France, il attire chaque année fin novembre plus de 3 000 coureurs internationaux et amateurs. La course se tient depuis sa création au sein du complexe sportif Pierre-Mendès-France, et est divisé en cinq épreuves selon les niveaux (ouvert à tous, enfants, intergénérations, vétérans et juniors masculins, licenciés de la fédération française d'athlétisme)[223].

La ville de Saint-Priest a par ailleurs accueilli les Jeux nationaux des transplantés et dialysés de 2016 organisés par l'association Trans-Forme, pendant 4 jours du 12 au 16 mai 2016. Les Jeux, parrainés par Marine Lorphelin et Sébastien Chabal, ont accueilli 160 compétiteurs,,.

## Économie

### Revenus de la population et fiscalité
En 2011, le revenu fiscal médian par ménage était de 28 514 €, ce qui plaçait Saint-Priest au 18 613e rang parmi les 31 886 communes de plus de 49 ménages en métropole et 236e rang parmi les 289 communes de plus de 49 ménages dans le département du Rhône.
En 2013, 43,5 % des foyers fiscaux n'étaient pas imposables.
En 2007, Saint-Priest se classe 333e sur 401 villes de France de 20 000 habitants et plus au classement des villes pour le nombre de contribuables soumis à l'impôt de solidarité sur la fortune (ISF).

### Emploi
En 2013, la population âgée de 15 à 64 ans s'élevait à 26 843 personnes, parmi lesquelles on comptait 74,0 % d'actifs dont 63,8 % ayant un emploi et 10,3 % de chômeurs. Les retraités représentaient 6,6 % de cette tranche d'âge, contre 9,4 % pour les étudiants et 9,9 % pour les autres inactifs.
On comptait 35 182 emplois dans la zone d'emploi, contre 30 591 en 2008. Le nombre d'actifs ayant un emploi résidant dans la zone d'emploi étant de 17 350, l'indicateur de concentration d'emploi est de 202,8 %, ce qui signifie que la zone d'emploi offre un peu plus de deux emplois pour un habitant actif.
La commune dispose de nombreuses structures pour aider les chercheurs d'emploi dans leurs démarches et leur parcours professionnel ainsi que pour l'orientation. Un bureau du Pôle emploi y est présent.

### Entreprises et commerces
Au 31 décembre 2014, Saint-Priest comptait 4 283 établissements : 15 dans l’agriculture-sylviculture-pêche, 282 dans l'industrie, 481 dans la construction, 3 011 dans le commerce-transports-services divers et 494 étaient relatifs au secteur administratif.
En 2015, 416 entreprises ont été créées à Saint-Priest, dont 273 par des auto-entrepreneurs.
En 2016, on dénombre 5 964 entreprises implantées sur le territoire de la commune, dont 4 977 sièges. L'entreprise générant le plus de revenus est Renault Trucks, qui a installé son siège social ainsi que son usine de production dans les locaux construits par Marius Berliet,. La présence du Parc Technologique sur le territoire de Saint-Priest est un important atout économique. Le parc accueille entre autres le siège français et européen du géant pharmaceutique Mylan, le siège de Sully Group ainsi que d'importants sites de grandes entreprises internationales telles que Vencorex, Schneider Electric, Iveco, Siemens ou encore Merial,.
Le territoire san-priod est occupé par de nombreuses autres zones industrielles situées en bordure de la commune :
- la Z.I. de Vénissieux-Corbas-Saint-Priest, au sud-ouest ;
- la Z.I. Maréchal, au sud ;
- la Z.I. Mi-Plaine, au nord-est ;
- la Z.I. Dauphiné, à l'ouest ;
- la Z.A. Pesselière, au sud-est ;
- la Z.A. des Bandonnières, à l'ouest ;
- le P.A. de Parilly, à l'ouest.

## Culture locale et patrimoine

### Identité visuelle

#### Héraldique
| Armes | Les armes de Saint-Priest se blasonnent ainsi : D'azur à trois quintefeuilles d'argent. |

#### Logotype

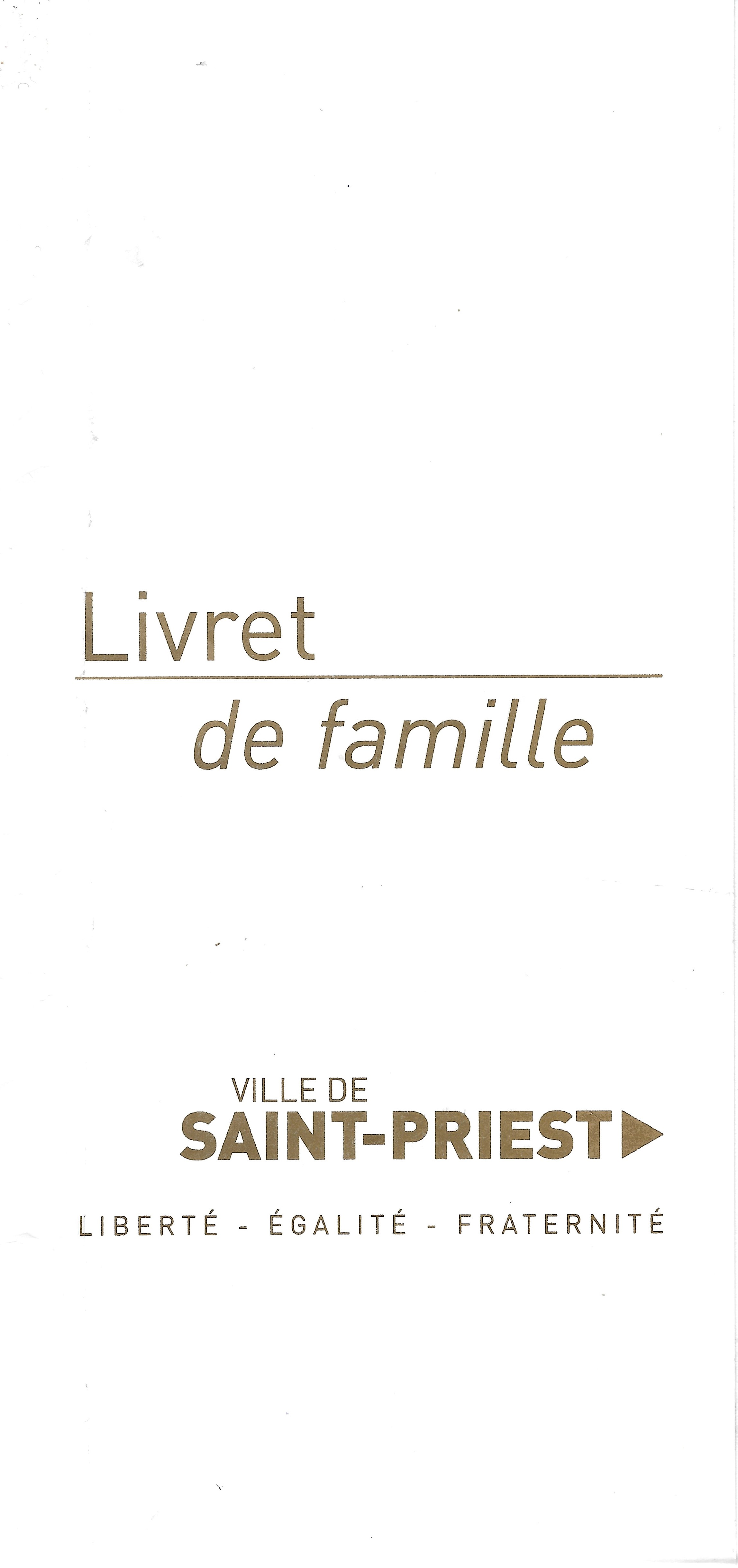
Couverture d'un livret de famille propre à la commune de Saint-Priest, reprenant son logo doré.

C'est au cours du XXe siècle que la mairie de Saint-Priest a décidé de créer un logotype différent de son blason, comme de nombreuses autres communes françaises, dans le but de moderniser l'image de la ville.
Les deux logotypes qui ont symbolisé la commune représentent alors l'intitulé Ville de, écrit en majuscules et en petits caractères, placé au-dessus du nom de la commune, Saint-Priest, qui lui est écrit en gras et en grands caractères. Le nom de la ville est alors suivi d'un triangle équilatéral orienté de façon qu'il représente une flèche allant vers la droite, symbolisant le progrès, le développement et le dynamisme de la commune.
Si presque tous les caractères sont écrits en noirs, sur fond blanc, seuls la première partie du nom de la commune, Saint-, et le triangle sont colorisés. Dès la création du logotype, et jusqu'en 2014, la couleur utilisée était le rouge, en référence à l'orientation politique de gauche de la commune. Après l'élection de Gilles Gascon à la mairie de Saint-Priest en 2014, la couleur a été changée pour laisser place au bleu, en référence à l'étiquette politique du maire élu, alors membre de l'UMP.

### Lieux et monuments

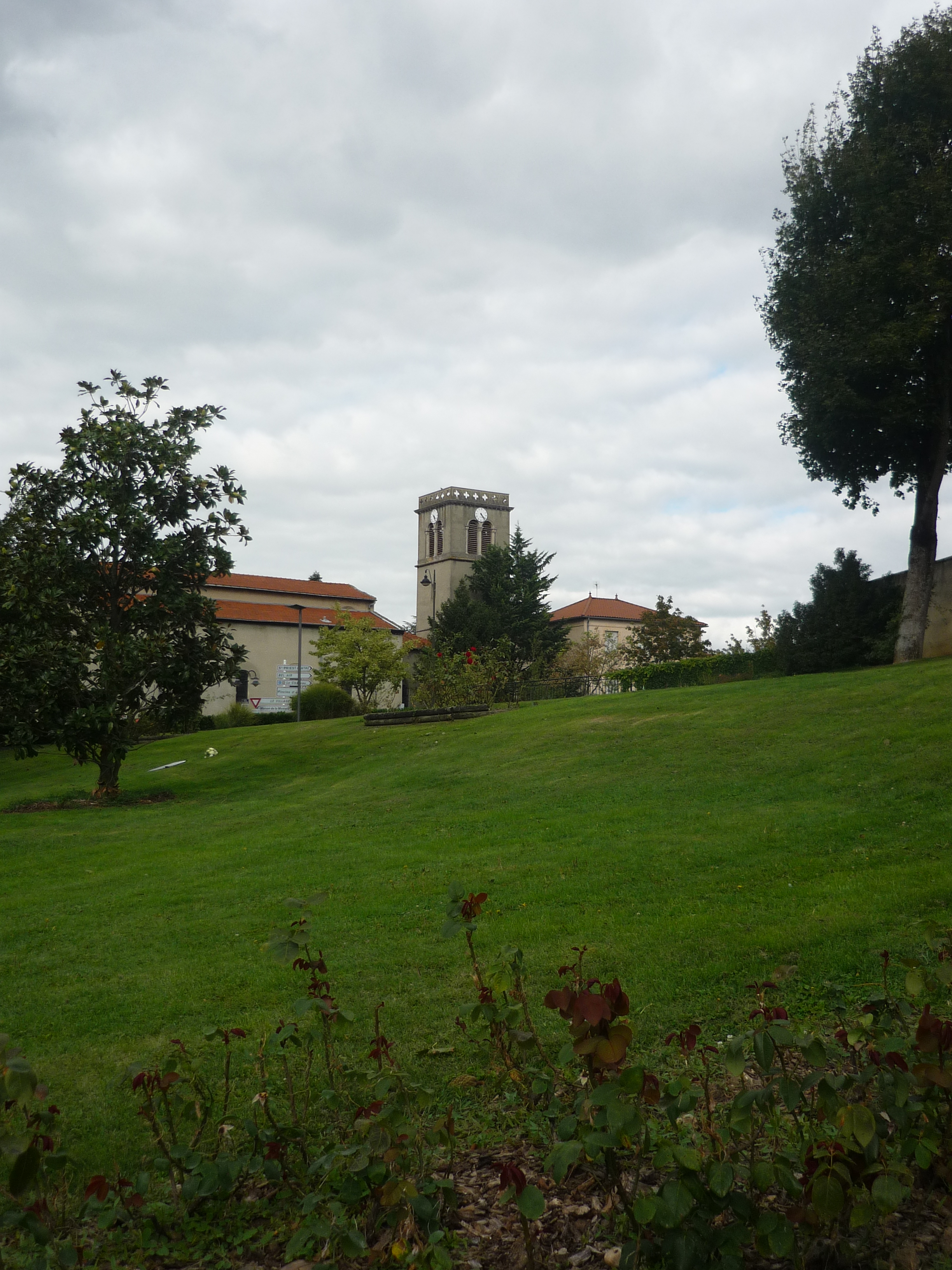
Le clocher de l'église du village vu depuis le parc du château.

La commune de Saint-Priest compte de nombreux lieux remarquables témoignant de la richesse de l'histoire san-priode :
- La cité Berliet : cité ouvrière construite en 1917 sur les plans de Marius Berliet, elle est partiellement détruite pendant la Seconde Guerre mondiale, puis reconstruite. La cité est inscrite à l'Inventaire général du patrimoine culturel[240].
- L'ancienne mairie : mairie et école communale construite en 1842. Rénovée plusieurs fois au cours du XXe siècle, elle accueille depuis 1992 le Conservatoire à rayonnement communal (CRC) de Saint-Priest, créé en 1972[91],[169].
- La maison du Peuple : hôtel de ville construit durant le mandat de Théophile Argence. Le bâtiment est rénové durant les années 1990 et accueille depuis le théâtre Théo-Argence, qui dispose d'une grande salle de 650 places, actuellement en rénovation[91],[97].
- Les trois églises de Saint-Priest : l'église du village construite au XIIe siècle, l'église Sainte-Marguerite de Manissieux au XVIe siècle et l'église Notre-Dame-de-la-Paix, église moderne construite dans les années 1960[241].

### Personnalités liées à la commune
De nombreux San-Priods ont, par leurs actions, marqué leur époque ou la vie locale de Saint-Priest. Si les familles Richard et Guignard, seigneurs puis vicomtes de la seigneurie puis vicomté de Saint-Priest et à ce titre propriétaires successivement du château du XIVe siècle au XIXe siècle, figurent parmi les plus anciennement connues, d'autres San-Priods ont réussi à rayonner dans de nombreux domaines différents par la suite. Depuis la seconde moitié du XXe siècle, Saint-Priest a notamment vu naître et grandir un certain nombre de footballeurs professionnels reconnus.

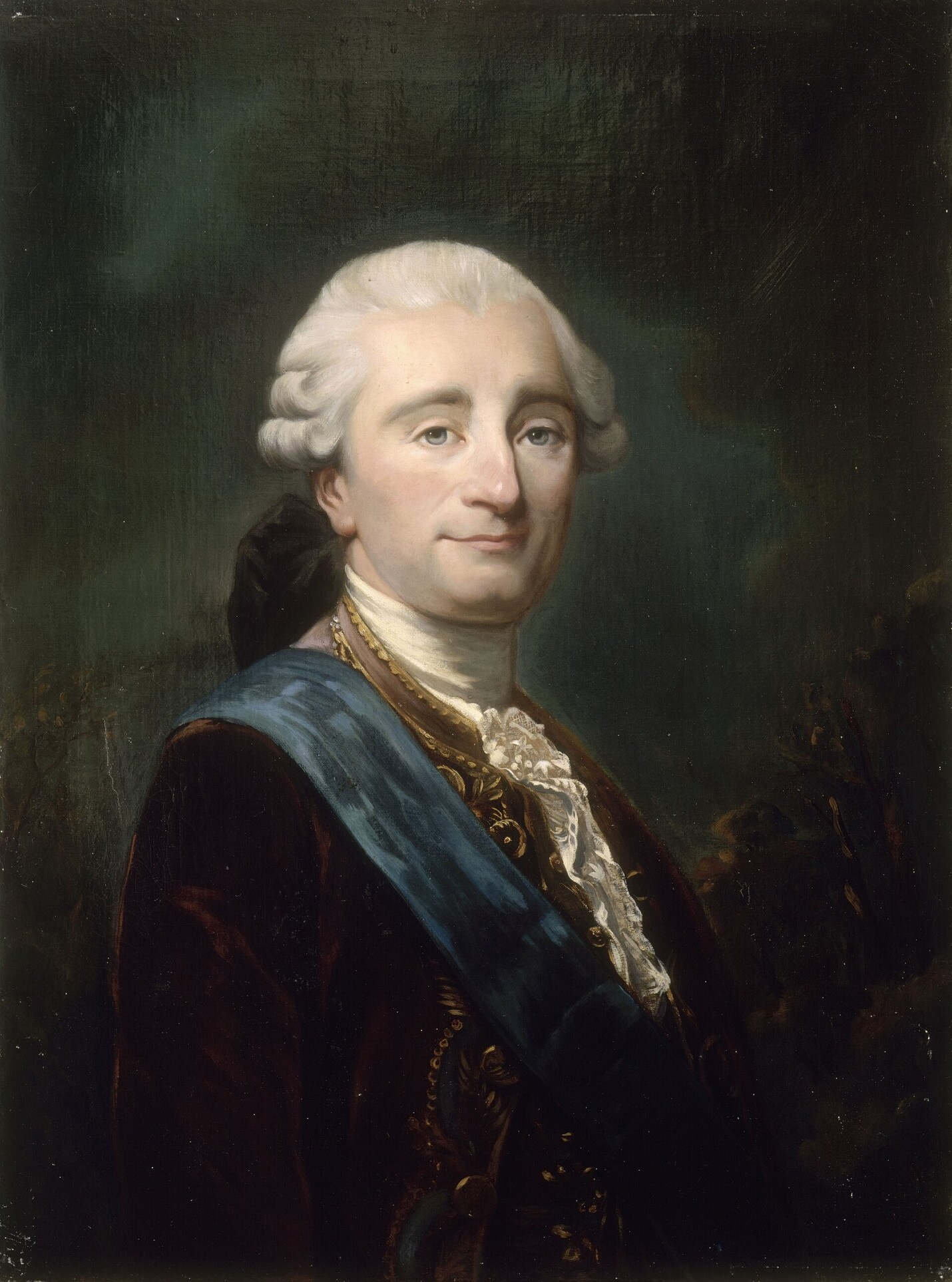
François-Emmanuel Guignard (1735-1821)
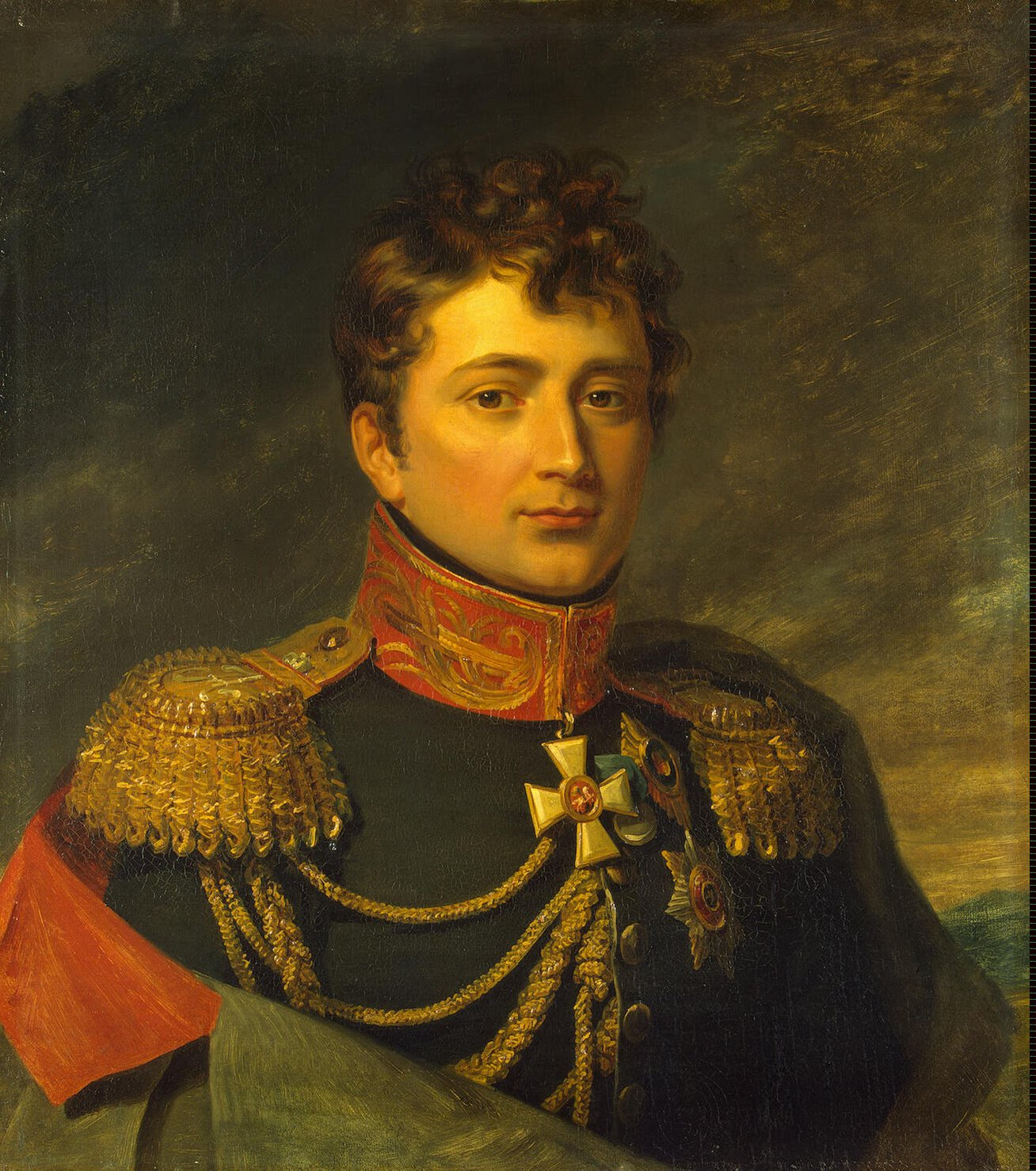
Guillaume-Emmanuel Guignard (1776-1814)
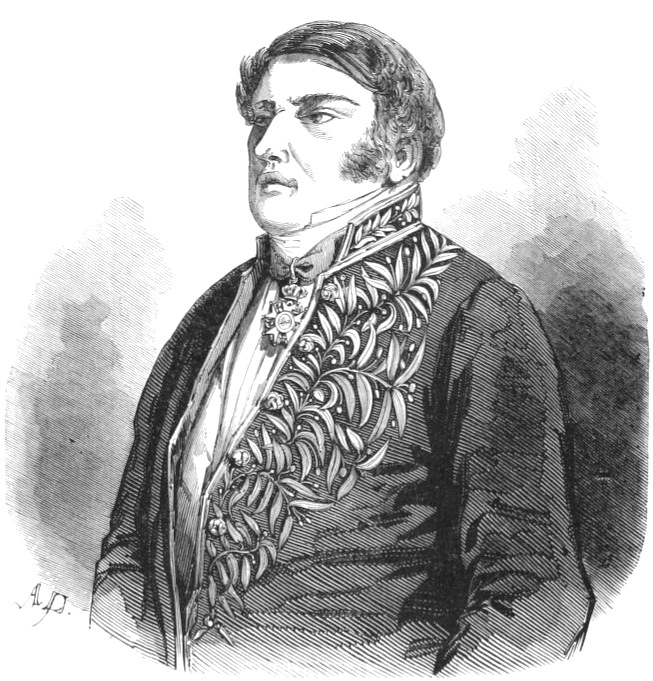
Alexis Guignard (1805-1851)
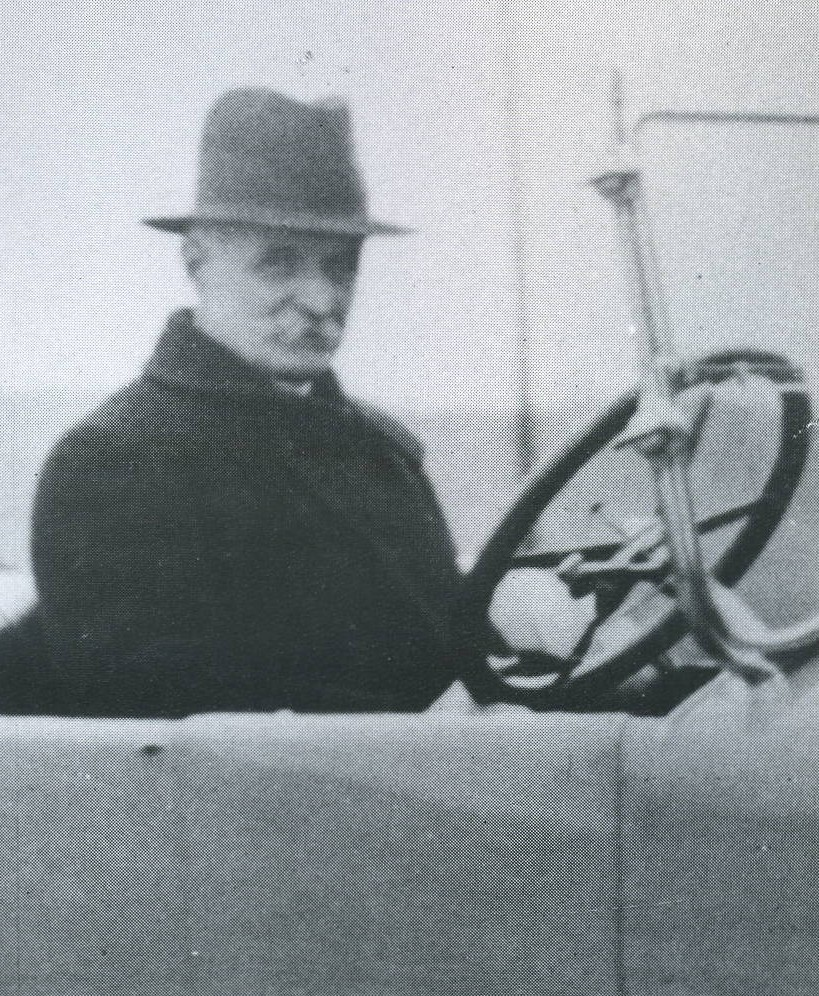
Marius Berliet (1866-1949)
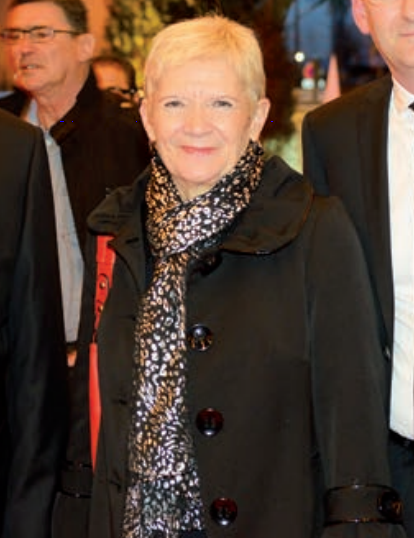
Martine David (1952)
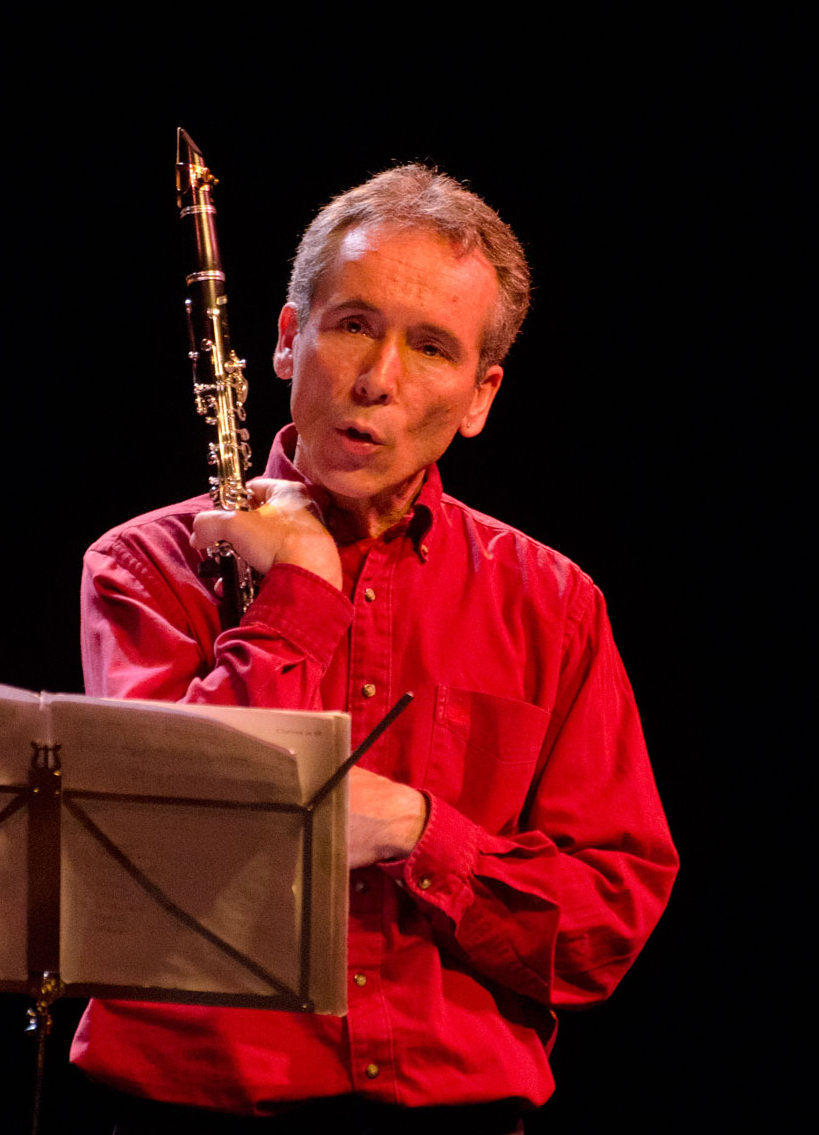
Alexis Ciesla (1967)
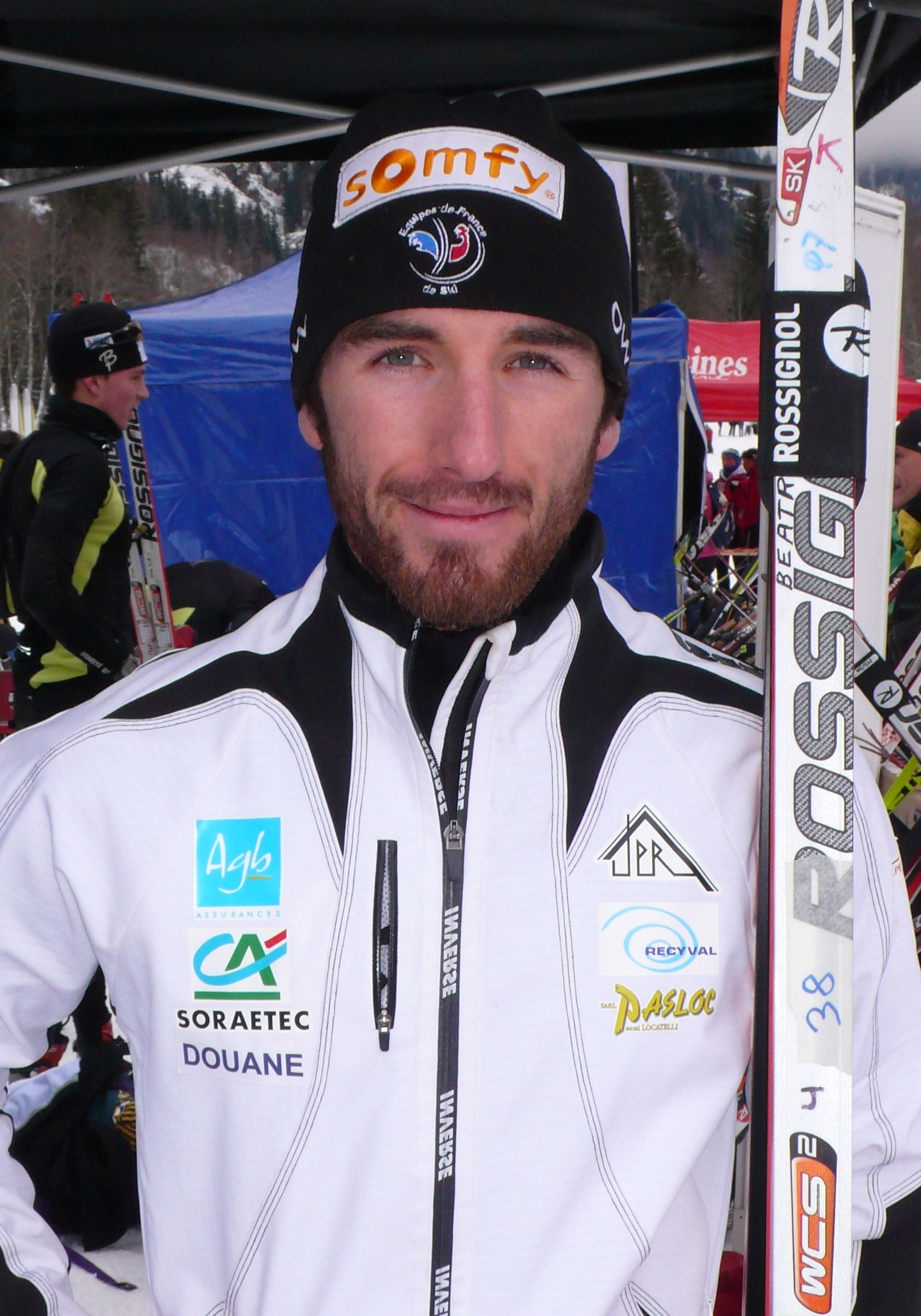
Jean-Guillaume Béatrix (1988)
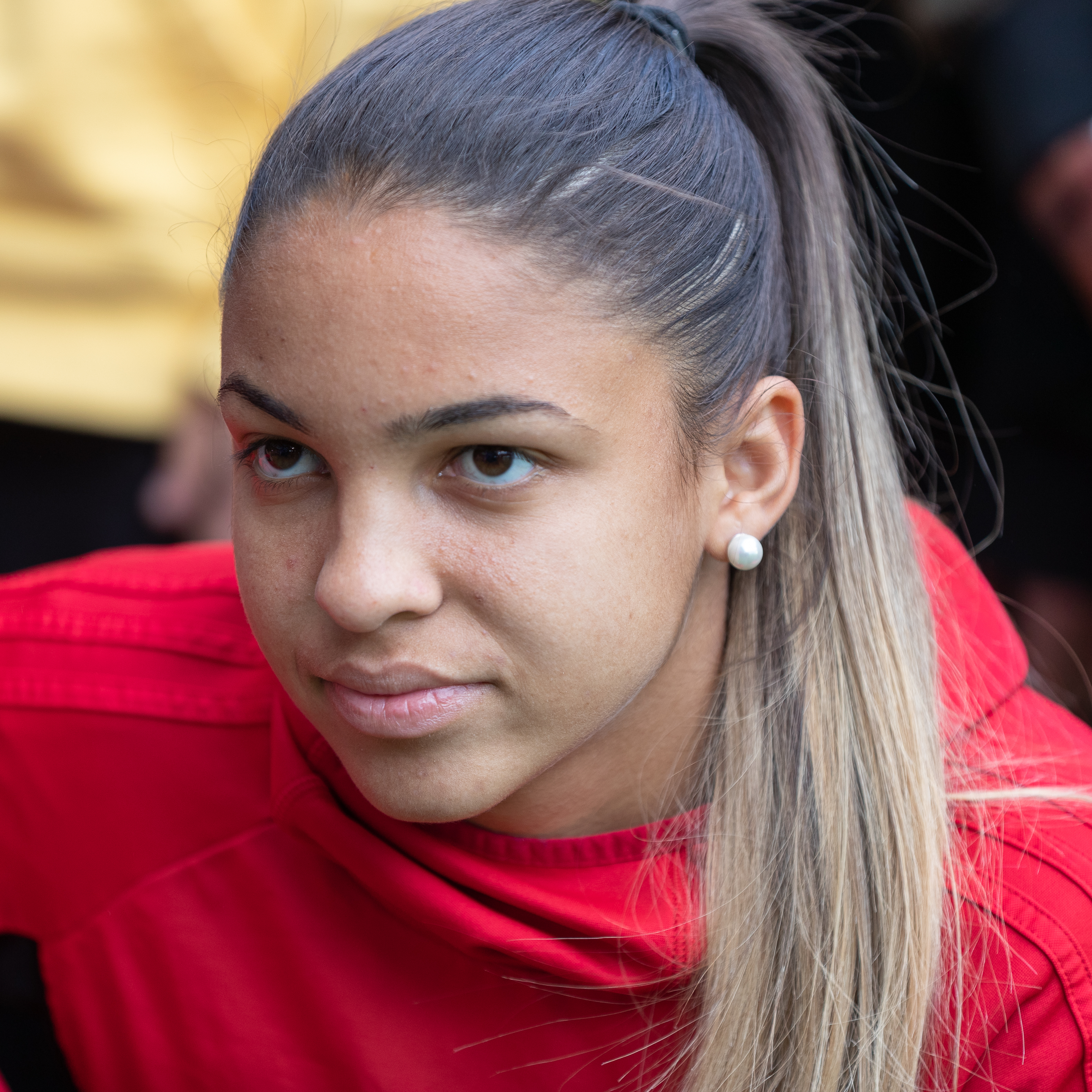
Delphine Cascarino (1997)
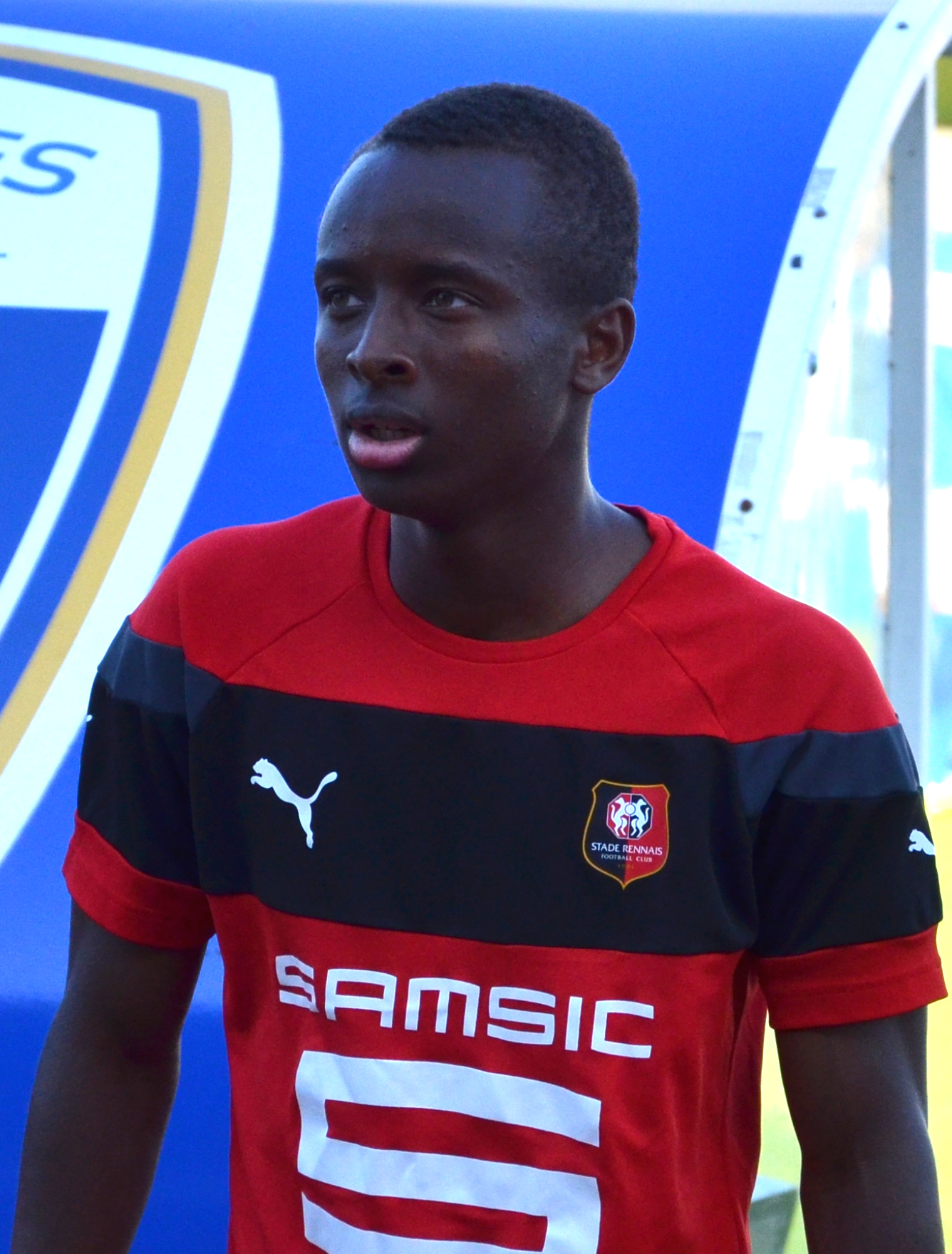
Stéphane Diarra (1998)